# Pau VI
Pau VI   (Concesio, 26 de setembre de 1897 - Castel Gandolfo, 6 d'agost de 1978), nascut Giovanni Battista Enrico Antonio Maria Montini, va regnar com a 262è papa del 21 de juny de 1963 fins a la seva mort el 1978. Successor del Papa Joan XXIII, va continuar el Concili Vaticà II, que va tancar el 1965, aplicant les seves nombroses reformes, i va fomentar la millora de les relacions ecumèniques amb ortodoxos orientals i protestants, que va donar lloc a moltes reunions i acords històrics.

## Apunt biogràfic
Montini serví a la Secretaria d'Estat del Vaticà entre 1922 i 1954. Mentre que estava a la Secretaria d'Estat, Montini i Domenico Tardini van ser considerats com els col·legues més propers i influents del Papa Pius XII, que el 1954 el va nomenar arquebisbe de Milà, la diòcesi més gran d'Itàlia. Montini més tard es va convertir en el secretari de la Conferència Episcopal Italiana. Joan XXIII el va elevar al Col·legi Cardenalici el 1958, i després de la mort de Joan XXIII, Montini va ser considerat un dels seus més probables successors.
Després de la seva elecció com a Papa, Montini va prendre el nom pontifici Pau VI (el primer a prendre el nom de "Pau" des de 1605) per a indicar a tot el món una missió renovada per difondre el missatge de Crist, seguint l'exemple de l'apòstol sant Pau.

## El Concili Vaticà II
Pau VI va tornar a convocar el Concili Vaticà II, que havia estat tancat de forma automàtica amb la mort de Joan XXIII, i li va donar prioritat i direcció.
Després que el Concili hagués conclòs la seva tasca, Pau VI es va fer càrrec de la interpretació i aplicació dels seus mandats, sovint caminant per una prima línia entre les expectatives contradictòries dels diversos grups dins el catolicisme.
La magnitud i la profunditat de les reformes que afectaven tots els àmbits de la vida de l'Església durant el seu pontificat van superar les polítiques de reforma similars dels seus predecessors i successors.

## Devoció mariana
Pau VI era un devot marià i parlà diverses vegades per a congressos marians i reunions mariológiques, visitant els santuaris marians i l'emissió de tres encícliques marianes. Seguint el seu famós predecessor sant Ambròs de Milà, va nomenar a Maria com la Mare de l'Església durant el Concili Vaticà II.

## Accions papals
Pau VI va buscar el diàleg amb el món, amb altres cristians, altres religions i ateus, sense excloure ningú. Es va veure a si mateix com un humil servidor d'una humanitat que pateix i va exigir canvis significatius dels rics a Amèrica del Nord i Europa en favor dels pobres al Tercer Món. Les seves posicions sobre control de la natalitat, promulgades en la seva encíclica més famosa, la Humanae vitae de 1968, i altres qüestions polítiques, sovint eren polèmiques, sobretot a Europa occidental i Amèrica del Nord.
Va fundar el Museu Pontifici d'Art religiós i modern i va encarregar a l'arquitecte Pier Luigi Nervi la construcció de la sala d'audiències pontifícies que avui porta el seu nom. Va ser el primer Papa a realitzar viatges arreu del món, tradició que Joan Pau II continuaria. L'any 1969 cridà al benedictí català Gabriel Maria Brasó i Tulla, amb el qual l'unia amistat des l'estada d'ambdós a Milà, perquè li dirigis els exercicis espirituals de l'any 1969. Entre el 1964 i el 1970 va visitar tots els continents, per demostrar que l'Església estava oberta a tot el món.
El Papa Benet XVI va declarar que el pontífex mort havia viscut una vida de virtut heroica i li va conferir el títol de Venerable. El Papa Francesc el va beatificar el 19 d'octubre 2014 després del reconeixement d'un miracle atribuït a la seva intercessió. La seva festa litúrgica se celebra el dia del seu naixement, el 26 de setembre. El mateix Papa Francesc va anunciar el 7 de març de 2018 que Pau VI serà canonitzat a finals d'octubre del mateix any. Finalment, el 14 d'octubre de 2018 fou canonitzat i proclamat com a sant de l'Església Catòlica.

## Primers anys
Giovanni Battista Montini va néixer al poble de Concesio, a la província de Brescia, a la Llombardia, el 1897. El seu pare Giorgio Montini va ser un advocat, periodista, director de l'Acció Catòlica i membre del Parlament italià. La seva mare era Giudetta Alghisi, d'una família de la noblesa rural. Tenia dos germans, Francesco Montini, que es va convertir en un metge, i Ludovico Montini, que va esdevenir un advocat i polític. El 30 de setembre de 1897, va ser batejat amb el nom de Giovanni Battista Enrico Antonio Maria Montini. Assistí al Cesare Arici, un col·legi dels jesuïtes, i el 1916, va rebre un diploma de l'Arnaldo da Brescia, una escola pública de Brèscia. La seva educació va ser interrompuda sovint per episodis de malaltia.
El 1916, va ingressar al seminari per ser sacerdot catòlic. Va ser ordenat sacerdot el 29 de maig de 1920 a Brèscia i va celebrar la seva primera missa a Brescia, a la basílica de Santa Maria de les Gràcies. Montini va concloure els seus estudis a Milà amb un doctorat en Dret Canònic el mateix any. Posteriorment va estudiar a la Universitat Gregoriana, la Universitat de Roma la Sapienza i, a petició de Giuseppe Pizzardo a la Accademia dei Nobili Ecclesiastici. A l'edat de vint anys, de nou, a petició de Giuseppe Pizzardo, Montini va entrar a la Secretaria d'Estat el 1922, on va treballar sota Pizzardo juntament amb Francesco Borgongini-Duca, Alfredo Ottaviani, Carlo Grano, Domenico Tardini i Francis Spellman. En conseqüència, no va passar un dia com a rector. El 1925 va ajudar a fundar l'editorial Morcelliana a Brèscia, es va centrar en la promoció d'una "cultura d'inspiració cristiana".

## Carrera vaticana

### Nunciatura polonesa
L'única experiència diplomàtica estrangera de Montini va ser el seu temps a la nunciatura a Varsòvia, Polònia el 1923. Igual que Achille Ratti abans d'ell, que se sentia enfrontat amb el problema enorme, no es limitava a Polònia, de l'excessiu nacionalisme: «Aquesta forma de nacionalisme tracta els estrangers com a enemics, especialment els estrangers amb els que un té fronteres comunes. a continuació, busca l'expansió del seu propi país a costa dels veïns immediats. La gent creix amb una sensació d'estar tancat. la pau esdevé un compromís transitori entre guerres.» Quan va ser cridat a Roma estava content d'anar, ja que «amb això conclou aquest episodi de la meva vida, que ha proporcionat experiències útils, encara que no sempre alegres»
Després de la seva missió polonesa, Giovanni Battista Montini va tornar a Roma, on aviat va començar a treballar al Vaticà. Més tard, quan com a Papa, va voler tornar a Polònia en una peregrinació mariana, però no li va ser permès pel govern comunista, sol·licitud de que més tard no va poder negar al polonès natiu Karol Wojtyla, quan es va convertir en el Papa Joan Pau II.

### Pius XII

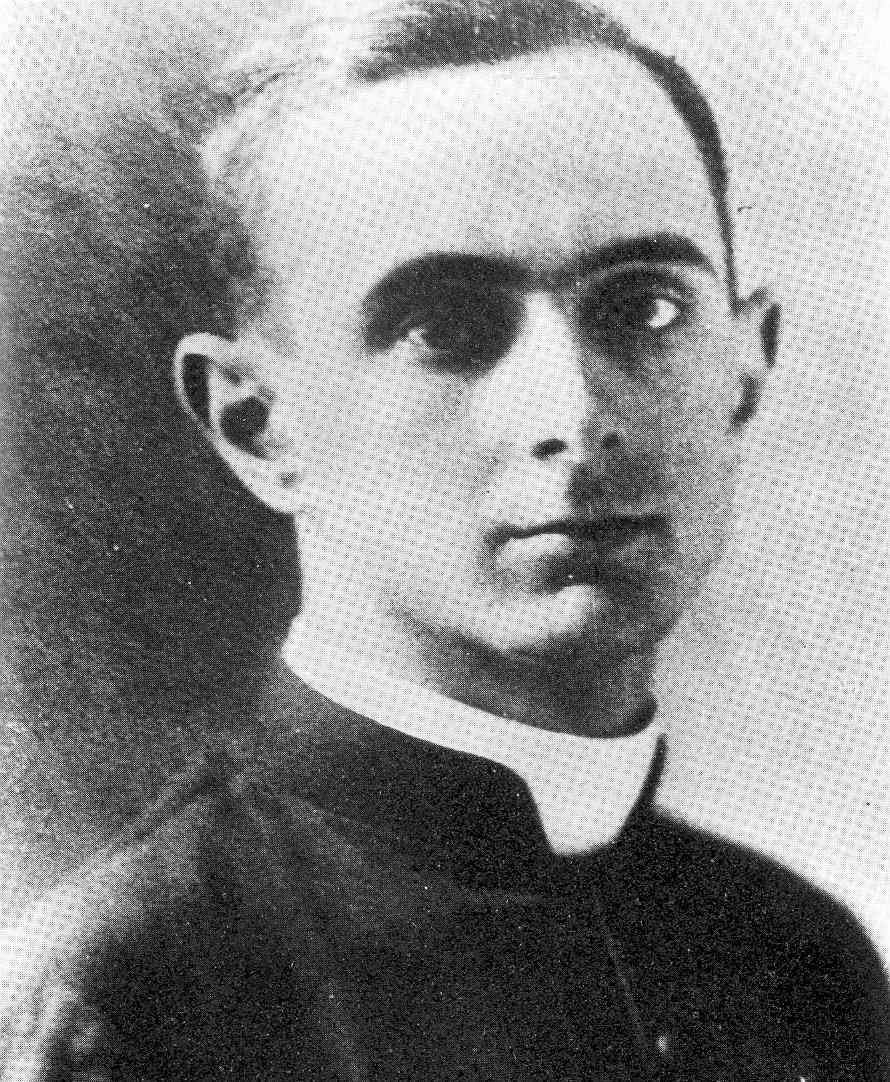
Montini el dia de la seva ordenació el 1920.

La seva capacitat d'organització el van portar a fer carrera a la cúria romana. El 1931, Pacelli el va designar per ensenyar història a l'Acadèmia Pontifícia per a Diplomàtics El 1937, després que el seu mentor Giuseppe Pizzardo fos nomenat cardenal i va ser succeït per Domenico Tardini, Montini va ser nomenat Substitut per als Afers Ordinaris sota el cardenal Pacelli, el secretari d'Estat sota el Papa Pius XI. De Pius XI, a qui veia amb sorpresa, que va adoptar l'opinió que «l'aprenentatge és un procés de llarga vida, i que la història és el mestre de la vida» El seu supervisor immediat al Vaticà va ser Domenico Tardini, amb el qual va tenir una bona relació. L'elecció de Pacelli com a Papa el 1939, anticipada per tot el món i obertament promoguda pel Papa Pius XI en els seus últims anys, va ser un bon auguri per a Montini, el nomenament del qual va ser confirmat en el càrrec pel nou Secretari d'Estat, cardenal Luigi Maglione. Es va reunir amb el Papa tots els matins fins a 1954 i es va desenvolupar així una relació bastant estreta:
| « | És cert, el meu servei al Papa no es limita als assumptes polítics o extraordinaris d'acord amb l'idioma del Vaticà. La bondat del Papa Pius XII va obrir per a mi l'oportunitat de veure en els pensaments, fins i tot en l'ànima d'aquest gran pontífex. Podria citar molts detalls de com Pius XII, sempre mesurat utilitzant la parla i moderada, s'amaga, més encara que revela un noble posició de gran força i coratge sense por. | » |

Quan la guerra va esclatar, Maglione, Tardini i Montini van ser les principals figures en el Departament d'Estat del Vaticà, amb despatxos originats o dirigits a ells durant els anys de guerra. Montini va ser l'encarregat de tenir cura dels "assumptes ordinaris" de la Secretaria d'Estat, que ocupava gran part dels matins de cada dia de treball. A la tarda es traslladava a la tercera planta a l'Oficina del Secretari privat del Pontífex. Pius XII no va tenir un secretari personal. Igual que diversos papes anteriors a ell, va delegar les funcions del secretari a la Secretaria d'Estat. Durant els anys de la guerra, milers de cartes d'arreu del món es van donar cita a la taula del Papa, la majoria d'ells demanant la comprensió, la pregària i ajuda. Montini va ser l'encarregat de formular les respostes en el nom de Pius XII, expressant la seva empatia i comprensió i la prestació d'ajuda, quan era possible.
A petició del Papa, va crear una oficina d'informació per als presoners de guerra i els refugiats, que en els anys de la seva existència des de 1939 fins 1947 va rebre gairebé deu milions (9.891.497) de sol·licituds d'informació i va produir més d'onze milions (11.293.511) respostes sobre persones desaparegudes. Montini va ser atacat obertament diverses vegades pel govern de Benito Mussolini com a polític, i per ficar-se en política, però cada vegada que es trobà les poderoses defenses del Vaticà. El 1944, Luigi Maglione va morir i Pius XII va nomenar Tardini i Montini com a caps conjunts del Departament d'Estat. L'admiració de Montini va ser gairebé filial, quan va descriure el Papa Pius XII:
| « | La seva ment ricament conreada, la seva capacitat inusual per a la reflexió i l'estudi el van portar a evitar totes les distraccions i cada innecessària relaxació. Ell desitjava entrar de ple en la història del seu afligit temps, amb un coneixement profund, que ell mateix era part d'aquesta història. Ell desitjava participar plenament en ell, per compartir els seus patiments en el seu propi cor i l'ànima. | » |

Com a Secretari d'Estat Montini va coordinar les activitats d'assistència als perseguits amagats en convents, parròquies, seminaris, o escoles eclesiàstiques.
A petició del Papa, juntament amb Pascalina Lehnert, Ferdinando Baldelli i Otto Faller, va crear la Pontifícia Commissió d'Assistència, que va ajudar a gran nombre de romans i refugiats de tot el món amb refugi, aliments i altra assistència material. Només a Roma aquesta organització distribueí gairebé dos milions de racions de menjar gratis l'any 1944. El Vaticà i la Residència papal de Castel Gandolfo es van obrir als refugiats. Unes 15.000 persones vivien només a Castel Gandolfo, amb el suport de la Pontifícia Commissió d'Assistència. A petició de Pius XII, Montini també podria estar implicat en el restabliment de l'Asil de l'Església, proporcionant protecció a centenars de soldats aliats, que havien escapat dels camps de presoners de l'Eix, jueus, anti-feixistes, socialistes, comunistes, i després de l'alliberament de Roma, els soldats alemanys, partidaris i altres persones desplaçades. Després de la guerra i després com a Papa, Montini va convertir la ., en principalment caritat, Caritas Italiana.

## Arquebisbe de Milà
Després de la mort del cardenal Alfredo Ildefonso Schuster, OSB el 1954, Montini va ser nomenat arquebisbe de Milà, que el va fer secretari de la Conferència Episcopal Italiana. El Papa Pius XII va presentar el nou arquebisbe Giovanni Battista Montini "com el seu regal personal a Milà". Va ser consagrat a la basílica de Sant Pere pel cardenal Eugène Tisserant, el degà del Col·legi de Cardenals, ja que Pius XII es va veure obligat a fer llit a causa de la seva greu malaltia.
Pius XII va pronunciar un discurs sobre la designació de Montini des del seu llit de malalt per ràdio als reunits a la basílica de Sant Pere el 12 de desembre de 1954. Tant Montini com el Papa tenien llàgrimes als ulls quan Montini va marxar cap a la seva diòcesi amb 1.000 esglésies, 2.500 sacerdots i 3.500.000 ànimes. El 5 de gener de 1955, Montini va prendre formalment possessió de la seva catedral de Milà. Montini, després d'un període de preparació, li agrada les seves noves tasques com a arquebisbe, connectant amb tots els grups de fidels a Milà. Va gaudir de reunions amb intel·lectuals, artistes i escriptors.

### La filosofia de Montini
En els seus primers mesos va mostrar el seu interès en les condicions de treball i qüestions laborals posant-se en contacte personalment amb sindicats, associacions i donant discursos relacionats. Creient que les esglésies són els únics edificis no utilitaris en la societat moderna i un lloc més necessari de descans espiritual, va iniciar més de 100 nous edificis de l'Església per al servei i la contemplació.
Els seus discursos públics es van observar no només a Milà, sinó també a Roma i en altres llocs. Alguns el consideraven un liberal, quan va demanar als laics estimar no només als catòlics sinó també cismàtics, protestants, anglicans, els indiferents, musulmans, pagans, ateus. Dedicà a les relacions d'amistat amb un grup de clergues anglicans que visitaren Milà el 1957 i, posteriorment, a les cartes intercanviades amb l'arquebisbe de Canterbury, Geoffrey Fisher.
No va ser fet cardenal per Pius XII, que no celebrà cap consistori i no va crear cardenals des del moment en què va nomenar Montini per Milà i la seva mort quatre anys més tard. El Papa Pius XII va revelar al consistori secret de 1952que Montini i Tardini havien declinat el nomenament al cardenalat.
Montini i Angelo Roncalli van ser considerats com a amics, però quan Roncalli, com a Papa Joan XXIII va anunciar un nou concili ecumènic, el cardenal Montini va reaccionar amb incredulitat i va dir a Giulio Bevilacqua: «Aquest jove vell no sap quin niu de vespes està provocant.» Va ser nomenat a la Comissió Central Preparatòria el 1961. Durant el Concili, el seu amic el Papa Joan XXIII li va demanar que visqués al Vaticà. Va ser membre de la Comissió d'Afers Extraordinaris, però no es va comprometre a si mateix tant en els debats al Congrés sobre diversos temes. El seu assessor principal era monsenyor Giovanni Colombo, qui després va ser nomenat el seu successor a Milà. La Comissió va ser eclipsada en gran manera per la insistència de Joan XXIII perquè el Concili completés tot el seu treball en una sola sessió abans de Nadal 1962, en el 400è aniversari del Concili de Trento, una insistència que també pot haver estat influenciat pel coneixement recent del Papa que tenia un càncer.

### Progressisme pastoral
Durant el seu període a Milà, Montini era conegut com a membre progressiu de la jerarquia catòlica. Montini va seguir noves formes de pastoral, que va reformar. Va utilitzar la seva autoritat per assegurar que les reformes litúrgiques de Pius XII es duguessin a terme a nivell local i va fer servir mètodes innovadors per arribar a la gent de Milà: enormes cartells van anunciar que 1.000 veus li parlarien del 10 al 24 novembre de 1957. Més de 500 sacerdots i molts bisbes, cardenals i laics lliurats 7.000 sermons en el període no només en esglésies, sinó a les fàbriques, sala de reunió, cases, patis, escoles, oficines, casernes militars, hospitals, hotels i altres llocs, on les persones es reuneixen. El seu objectiu era la reintroducció de la fe a una ciutat sense molta religió. «Si tan sols poguessim dir "Pare Nostre" i saber el que això significa, llavors podríem entendre la fe cristiana.»
Pius XII va demanar l'arquebisbe Montini a Roma octubre de 1957, on es va fer la presentació principal del Segon Congrés Mundial d'Apostolat Seglar. Prèviament com Pro-secretari, havia treballat intensament per unificar una organització mundial dels laics de 58 nacions, representant a 42 organitzacions nacionals. Els va presentar a Pius XII a Roma el 1951. La segona reunió el 1957 va donar a Montini una oportunitat per expressar l'apostolat dels laics en termes moderns: «Apostolat significa amor. Estimarem a tothom, però especialment a aquells que necessiten ajuda ... Estimarem el nostre temps, la nostra tecnologia, el nostre art, els nostres esports, el nostre món.»

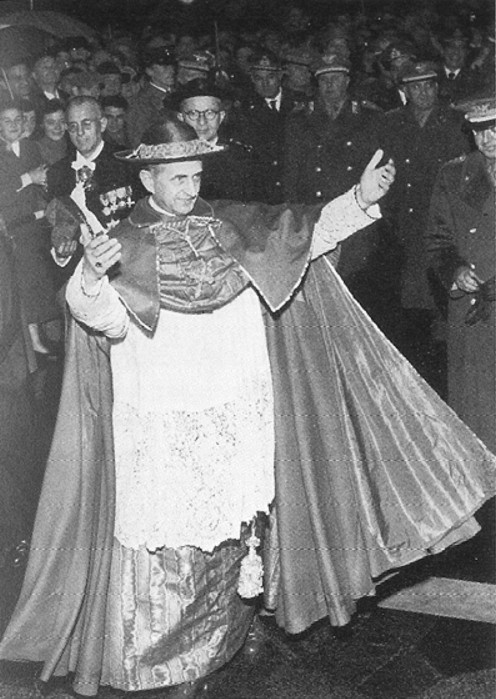
Montini com a arquebisbe de Milà, al voltant de l'any 1956.

### Cardenal
Encara que alguns cardenals semblen haver-ho vist com a papabile, un candidat probable per convertir-se en Papa, i que podria haver rebut alguns vots al conclave de 1958, Montini encara no era cardenal, la qual cosa el convertia en una opció poc probable. Angelo Roncalli va ser elegit Papa el 28 d'octubre 1958 i va assumir el nom de Joan XXIII. El 17 de novembre de 1958, L'Osservatore Romano va anunciar un consistori per a la creació de nous cardenals. El nom de Montini apareixia a la llista. Quan el Papa va elevar Montini al cardenalat el 15 de desembre de 1958 va rebre el títol de cardenal prevere de Ss. Silvestro e Martino ai Monti. Ell el va nomenar simultàniament a diverses congregacions vaticanes que van donar lloc a moltes visites de Montini a Roma en els propers anys.
Com a cardenal, Montini va viatjar a l'Àfrica (1962), on va visitar Ghana, el Sudan, Kenya, Congo, Rhodèsia, Sud-àfrica i Nigèria. Després del seu viatge, Joan XXIII li va donar una audiència privada en el seu viatge que va durar diverses hores. En altres quinze viatges va visitar Brasil (1960) i els Estats Units (1960), incloent les ciutats de Nova York, Washington, DC, Chicago, Indiana, Boston, Filadèlfia i Baltimore. Mentre que era cardenal, en general passà les vacances a l'abadia d'Engelberg, un monestir benedictí aïllat a Suïssa.

## Papat

### El conclave
Montini va ser vist generalment com el més probable successor de Joan XXIII, a causa de la seva proximitat als dos darrers Papes Pius XII i Joan XXIII, la seva formació pastoral i administrativa, i la seva visió i determinació. Joan XXIII, un nouvingut al Vaticà als 76 anys, es podia haver sentit flanquejat pels professionals de la cúria pontifícia de vegades; Montini sabia el seu funcionament intern a causa del fet que ell havia treballat allà durant una generació.
A diferència dels cardenals papabiles Giacomo Lercaro de Bolonya i Giuseppe Siri de Gènova, no va ser identificat amb l'esquerra o la dreta, ni se'l veia com un reformador radical. Va ser vist com més probable per continuar el Concili Vaticà II, que ja, sense cap resultat tangible, havia durat més del previst per Joan XXIII, que tenia una visió, però «no tenia una agenda clara. La seva retòrica sembla han tingut una nota d'un excés d'optimisme, una confiança en el progrés, que era característic de la dècada de 1960.» Quan Joan XXIII va morir d'un càncer d'estómac, el 3 de juny de 1963, que va desencadenar un conclave per elegir un nou Papa.
Montini va ser elegit Papa a la sisena votació del conclave el 21 de juny i que va prendre el nom pontifici de "Pau VI". Quan el degà del Col·legi de Cardenals Eugene Tisserant li va preguntar si acceptava l'elecció, Montini va dir "Accepto, in nomine Domini" ("Accepto, en nom del Senyor"). En un moment durant el conclave, es va dir, el cardenal Gustavo Testa va perdre els estreps i va exigir que els oponents de Montini detinguessin els seus esforços per frustrar la seva elecció.
El fum blanc va sorgir de la xemeneia de la Capella Sixtina a les 11:22 del matí, el cardenal Alfredo Ottaviani en el seu paper com a cardenal protodiaca, va anunciar al públic la reeixida elecció de Montini. Quan el nou Papa aparèixer al balcó central, va donar la benedicció episcopal més curta com la seva primera benedicció apostòlica en lloc de la més llarga i tradicional Urbi et Orbi.
Del papat, Pau VI va escriure al seu diari: «... El càrrec és úni. Porta una gran solitud. Jo era solitari abans, però ara la meva soledat es fa completa i impressionant»

### Reformes dels cerimonial papal

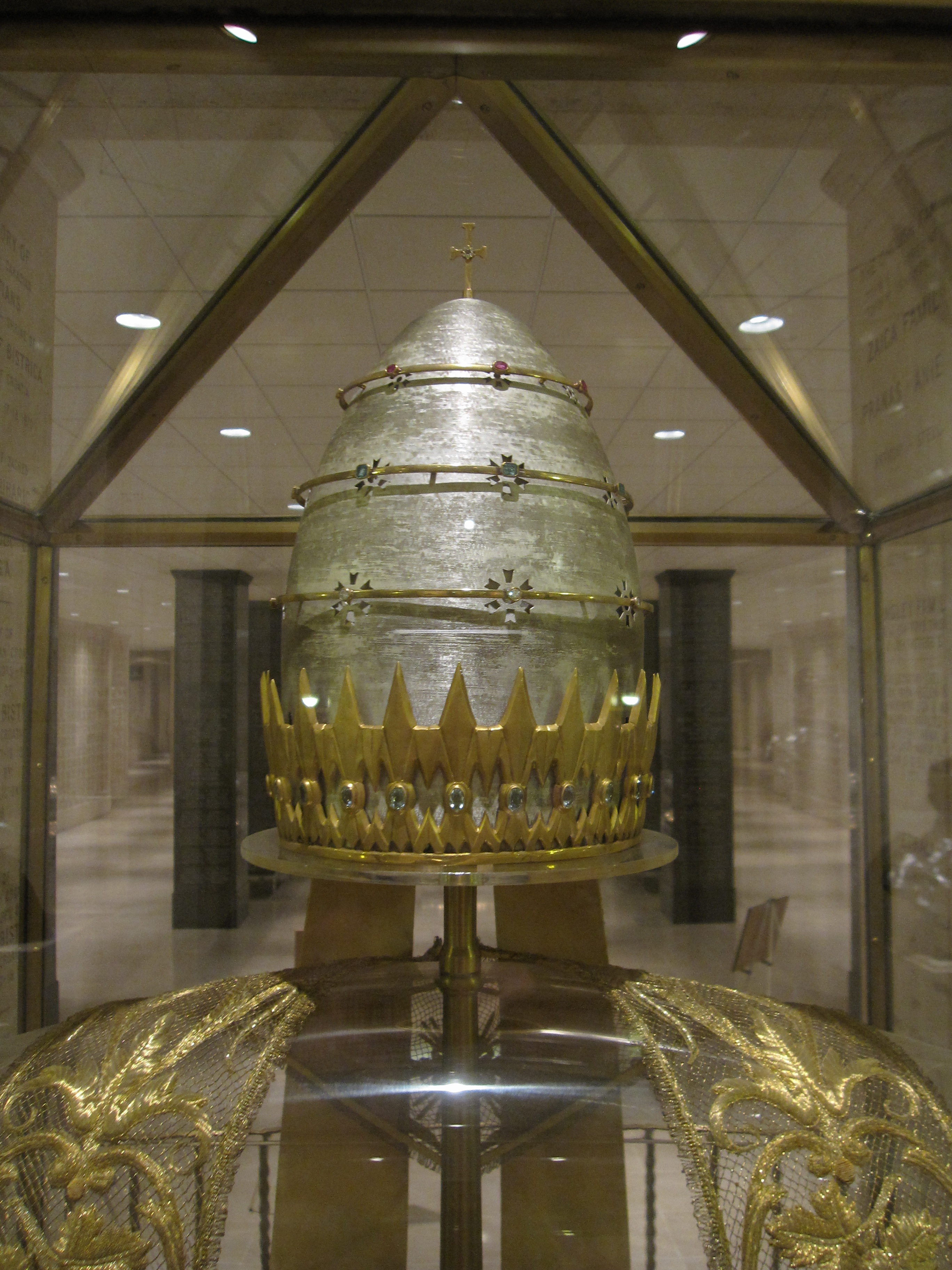
La tiara papal de Pau VI

Pau VI va eliminar gran part de l'esplendor real del papat. Va ser l'últim papa fins a la data en ser coronat; el seu successor el Papa Joan Pau I substituí la coronació papal (que Pau ja havia modificat substancialment, però que va deixar com a obligatòria en la seva Constitució Apostòlica Romano Pontifici Eligendo de 1975) amb una inauguració papal. Pau VI va donar la seva pròpia tiara papal, un regal de la seva ex arxidiòcesi de Milà, a la Basílica del Santuari Nacional de la Immaculada Concepció a Washington, DC (on es troba en exhibició permanent a la cripta) com a regal als catòlics americans.
El 1968, amb el motu proprio Pontificalis Domus, va suspendre la major part de les funcions cerimonials de l'antiga noblesa romana a la cort papal, a excepció dels Prínceps assistents al tron papal. També va abolir la Guàrdia Palatina i la Guàrdia Noble, deixant la Guàrdia suïssa com l'únic orde militar del Vaticà.

### Finalització del Concili Vaticà II
El Papa Pau VI dona suport plenament el cardenal Augustin Bea, acreditat amb avenços ecumènics durant el Concili Vaticà II
Pau VI va decidir continuar amb el Vaticà II (el dret canònic estableix que un concili se suspèn per la mort d'un Papa), i el va conduir fins a la seva finalització el 1965. Davant d'interpretacions contradictòries i controvèrsies, va dirigir al compliment dels seus objectius de reforma.
Les conclusions del Concili estan recollides principalment en les Constitucions Lumen Gentium i Gaudium et Spes on van quedar fixades les pautes que l'Església catòlica ha seguit fins als nostres dies.

#### Orientació ecumènica

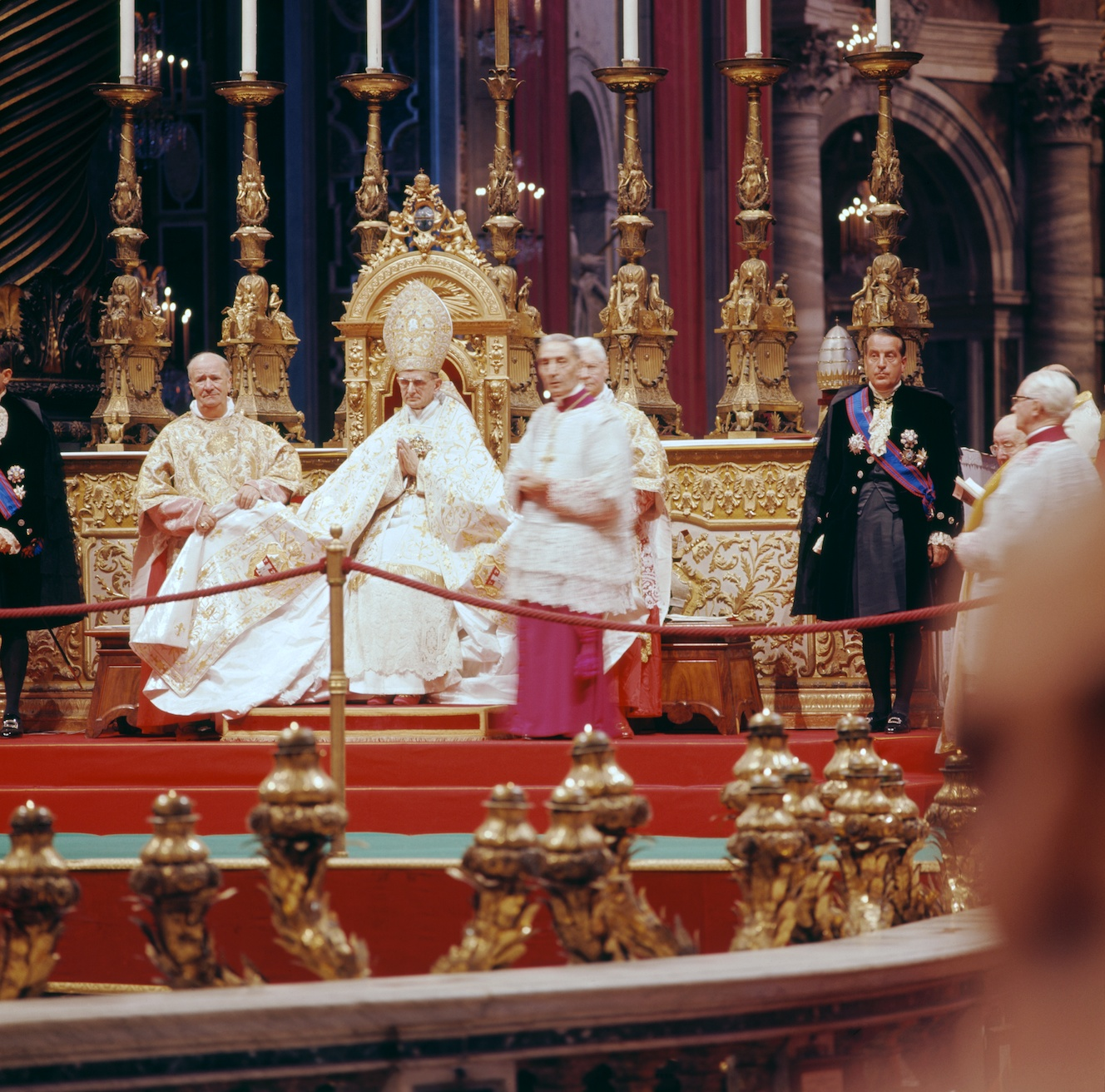
Pau VI durant el Concili Vaticà II

Durant el Vaticà II, els Pares Conciliars van evitar declaracions que poguessin incomodar els cristians d'altres confessions. El cardenal Augustin Bea, el President de la Secretaria per a la Unitat dels Cristians, sempre va comptar amb el suport absolut de Pau VI en el seu intent d'assegurar que el llenguatge Consell fos amable i obert a la sensibilitat de les Esglésies protestants i ortodoxes, als quals havia convidat a totes les sessions a petició del Papa Joan XXIII. Bea també va estar fortament implicat en el passatge de Nostra aetate, que regula les relacions de l'Església amb la fe jueva i membres d'altres religions.

#### Diàleg amb el món
Després de la seva elecció com a Bisbe de Roma, Pau VI es va reunir primer amb els sacerdots de la seva nova diòcesi. Els va dir que a Milà va iniciar un diàleg amb el món modern i els va demanar que busquessin el contacte amb totes les persones de tots els àmbits de la vida. Sis dies després de la seva elecció va anunciar que continuaria amb el Vaticà II i va convocar a l'obertura que tindrà lloc el 29 de setembre de 1963. En un discurs per ràdio amb el món, Pau VI recordà la singularitat dels seus predecessors, la força de Pius XI, la saviesa i la intel·ligència de Pius XII i l'amor de Joan XXIII. Com a objectius pontifícis va esmentar la continuació i finalització del Vaticà II, la reforma del Dret canònic i la millora de la pau social i la justícia al món. La Unitat del Cristianisme seria fonamental per a les seves activitats.

#### Les prioritats del Concili per a Pau VI
El Papa va tornar a obrir el Consell Ecumènic el 29 setembre 1963 donant-li quatre prioritats clau:
- Una millor comprensió de l'Església Catòlica
- La reform de l'Església
- L'avanç de la unitat de la cristiandat
- El diàleg amb el món[26]

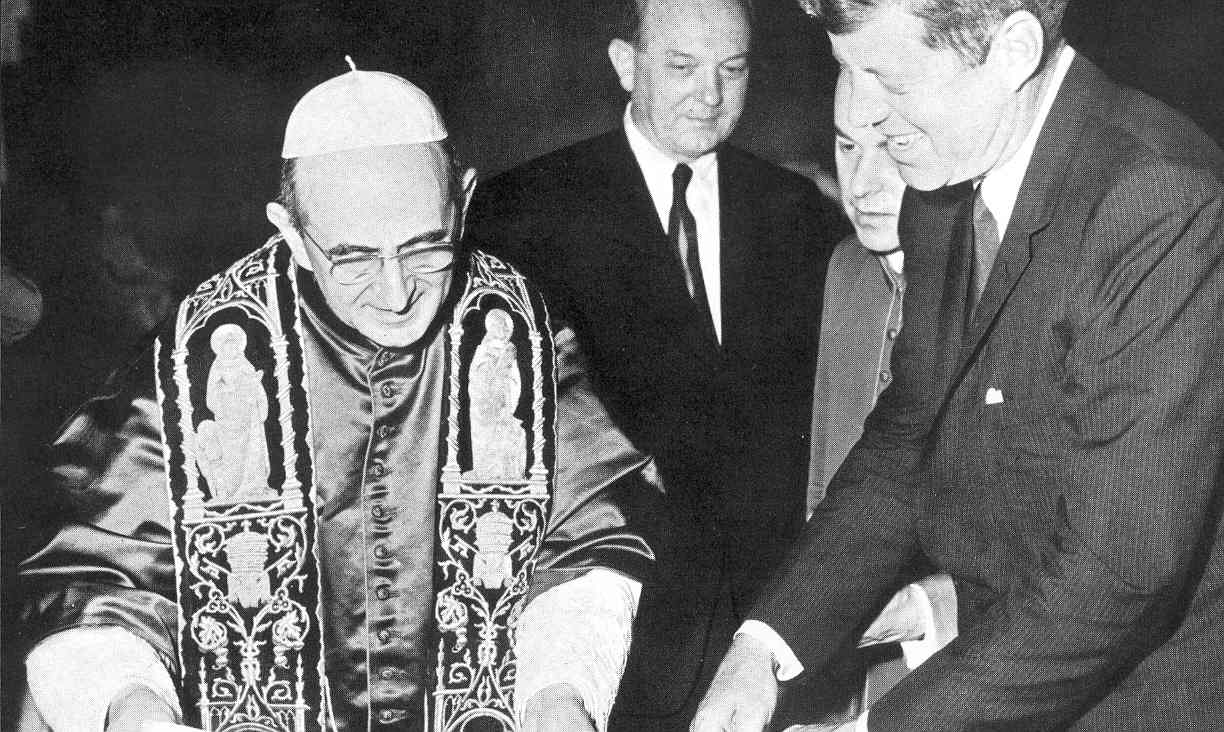
El Papa Pau VI després de la seva elecció amb el primer i únic President catòlic dels Estats Units, John F. Kennedy quan aquest el va visitar, el 2 de juliol de 1963

Va recordar als pares conciliars que només uns pocs anys abans, el Papa Pius XII havia emès l'encíclica Mystici corporis sobre el cos místic de Crist. Se'ls va demanar que no repetissin o creessin noves definicions dogmàtiques, sinó d'explicar amb paraules senzilles, com l'Església es veu a si mateixa. Va donar les gràcies als representants d'altres comunitats cristianes per la seva assistència i els va demanar el seu perdó si l'Església Catòlica era culpable de la separació. També va recordar als pares conciliars que molts bisbes d'orient no van poder assistir a causa que els governs a l'Est no permetien els seus viatges.

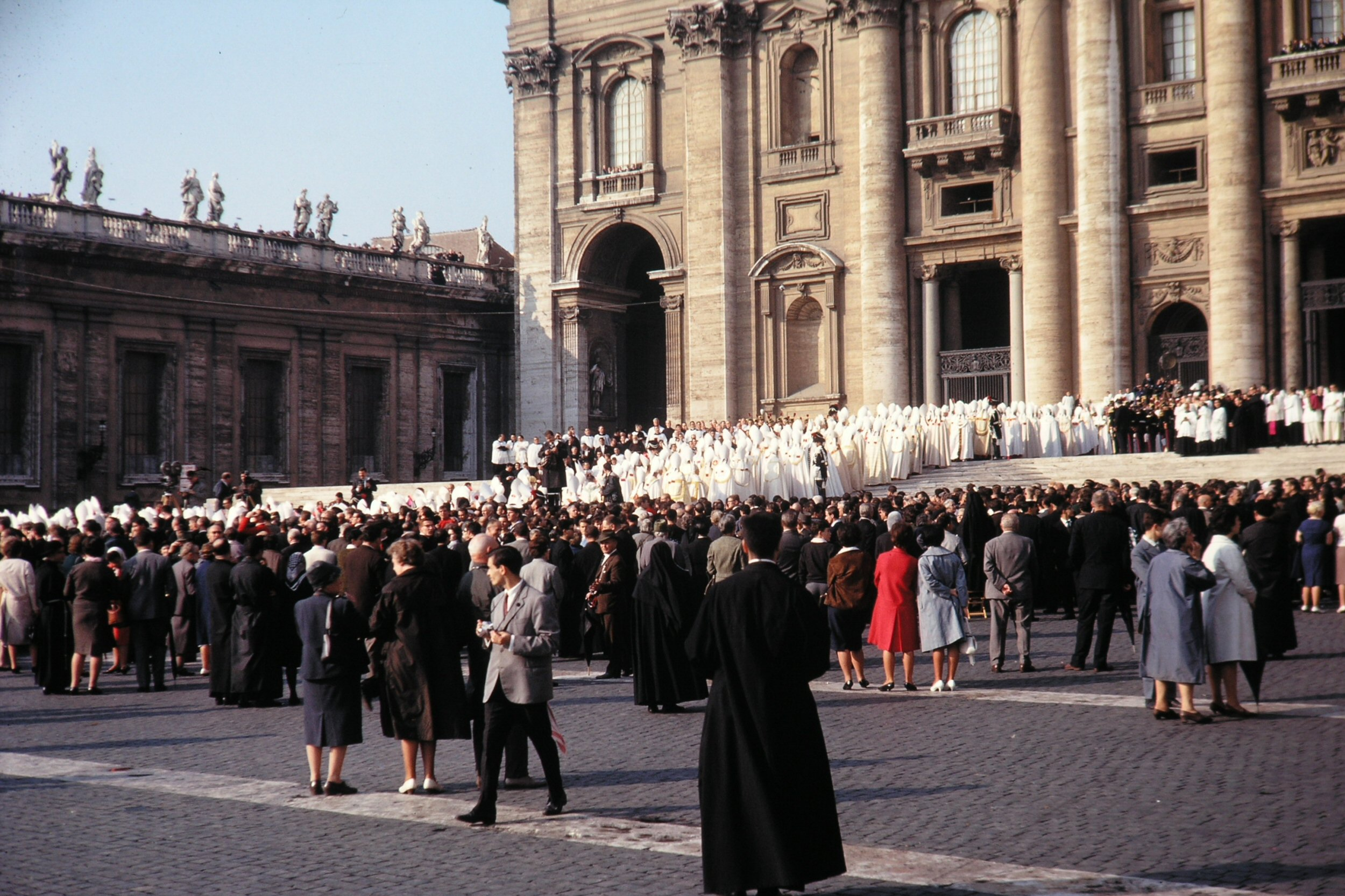
L'obertura de la segona sessió del Vaticà II

#### Tercera i quarta sessions
Pau VI va obrir el tercer període el 14 de setembre de 1964, dient als pares conciliars que veia el text sobre l'Església com el document més important que havia de sortir del Concili. A mesura que el Concili debatia el paper dels bisbes al Papat, Pau VI va emetre una nota explicativa que confirmava la primacia del Papat, un pas que va ser vist per alguns com intromissió en els assumptes del Concili. Els bisbes nord-americans van pressionar a favor d'una resolució ràpida sobre la llibertat religiosa, però Pau VI va insistir que això fos aprovat, juntament amb altres textos relacionats com ara l'ecumenisme. El Papa va concloure la sessió el 21 de novembre de 1964, amb el pronunciament formal de Maria com a Mare de l'Església.
Entre la tercera i quarta sessió el Papa va anunciar reformes en els àmbits de la Cúria Pontifícia, la revisió del Dret Canònic, regulacions per als matrimonis mixtos que impliquen diverses religions, i qüestions de control de la natalitat. Va obrir l'última sessió del Concili, concelebrant amb els bisbes dels països on es perseguia l'església. Diversos textos proposats per a la seva aprovació va haver de ser canviats. No obstant això, tots els textos van ser finalment acordats. El Concili va concloure's el 8 de desembre de 1965, la festa de la Immaculada Concepció.
En l'última sessió del Consell, Pau VI va anunciar que anava a obrir els processos de canonització dels seus predecessors immediats: els Papes Pius XII i Joan XXIII.

#### Crida universal a la santedat
Segons el Papa Pau VI, «l'objectiu més característic i últim dels ensenyaments del Concili» és la crida universal a la santedat: «Tots els fidels, de qualsevol estat o condició, són cridats a la plenitud dels cristians la vida i a la perfecció de la caritat; per aquesta santedat com una manera de vida més humà es promou en la societat terrenal.» Aquest ensenyament es troba a la Lumen Gentium, la Constitució dogmàtica sobre l'Església, promulgada per Pau VI el 21 de novembre de 1964.

### Reformes de l'Església

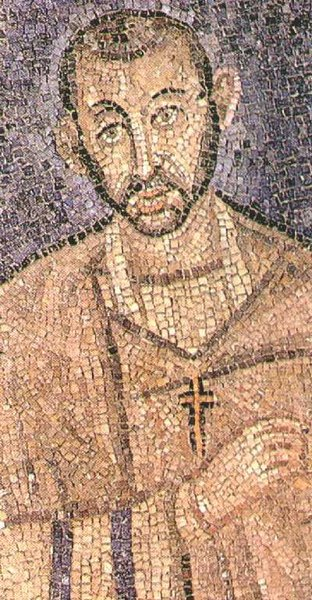
Seguint el seu predecessor Ambròs de Milà, el Papa Pau VI va nomenar a Maria la "Mare de l'Església", durant el Vaticà II.

#### Sínode dels Bisbes
El 14 de setembre de 1965, es va establir el Sínode dels Bisbes com una institució permanent de l'Església i un òrgan d'assessorament del papat. Es van realitzar diverses reunions sobre temes específics durant el seu pontificat, com el Sínode dels Bisbes sobre l'evangelització en el món modern, la qual començà el 9 de setembre de 1974.

#### La reforma de la Cúria
El Papa Pau VI coneixia la Cúria Pontifícia, així, després d'haver treballat allà durant tota una generació de 1922 a 1954. Es van implementar les seves reformes per etapes, en lloc d'un sol cop. L'1 de març de 1968, es va emetre una regulació, un procés que Pius XII havia iniciat i que Joan XXIII havia continuat. El 28 de març, amb la Pontificalis Domus, i en diverses Constitucions apostòliques addicionals en els anys següents, es va renovar tota la cúria, que va incloure la reducció de la burocràcia, la racionalització de les congregacions existents i una representació més àmplia dels no italians en les posicions de la cúria.

#### Eleccions papals
Pau VI va revolucionar l'elecció papal ordenant que només els cardenals menors de vuitanta podrien participar en futurs conclaves. A l'Ecclesiae Sanctae, el seu motu proprio de 6 d'agost de 1966, va convidar a més a tots els bisbes per oferir el seu retir per al pontífex no més tard de complir els 75 anys. Aquest requisit es va ampliar a tots els cardenals de l'Església Catòlica el 21 de novembre de 1970. amb aquestes dues condicions, el Papa va omplir diversos càrrecs amb bisbes i cardenals més joves i més internacionalitzat la Cúria Romana a la llum de diverses renúncies a causa de l'edat.

#### Missa de Pau VI
La reforma de la litúrgia havia estat una part dels moviments litúrgics al segle xx, principalment a França i Alemanya, que van ser reconeguts oficialment per Pius XII en la seva encíclica Mediator Dei. Durant el pontificat de Pius XII, el Vaticà va facilitar regulacions sobre l'ús del llatí en la litúrgia catòlica, permetent-se un cert ús de les llengües vernacles durant baptismes, funerals i altres esdeveniments. El 1951 i 1955, les litúrgies de Setmana Santa van ser sotmeses a revisió, sobretot incloent la reintroducció del Tridium Pasqual. El Concili Vaticà II no va fer canvis en el Missal Romà, però en el document Sacrosanctum Concilium s'ordenava que tingués lloc una revisió general. Després del Concili Vaticà II, a l'abril de 1969, Pau VI va aprovar el "nou ordre de la missa", promulgat el 1970, com consta en l'Acta Apostòlica Sedis de "experimentació final" amb la missa i que incloïa la introducció de tres noves pregàries eucarístiques al que era fins llavors una sol Cànon romà.
La missa de Pau VI també estava en llatí, però es va aprovar per l'ús de les llengües vernacles. Hi van haver altres instruccions emeses pel Papa el 1964, 1967, 1968, 1969 i 1970, que es van centrar en la reforma de totes les litúrgies de l'Església romana. Aquestes importants reformes no van ser rebudes per tots i en tots els països. La sobtada aparent "prohibició" de la Missa de 400 anys, l'última edició típica de la qual s'havia promulgat només uns pocs anys abans, el 1962 pel predecessor de Pau, el Papa Joan XXIII, no sempre va ser ben explicada. L'experimentació addicional amb la nova missa per liturgistes, com ara l'ús de la música pop / folk (en comparació amb la defensa del cant gregorià per part del Papa Pius X), juntament amb els canvis concurrents en l'ordre dels santuaris, va ser vist per alguns com el vandalisme. El 2007, el Papa Benet XVI va aclarir que la missa de Joan XXIII de 1962 i la missa de Pau VI de 1970 són dues formes del mateix ritu romà, el primer, que mai havia estat "jurídicament derogat", sent ara una "forma extraordinària del Ritu romà", mentre que l'altre" òbviament és i roman la Forma normal - la Forma ordinària -de la Litúrgia eucarística"

### Relacions i diàleg

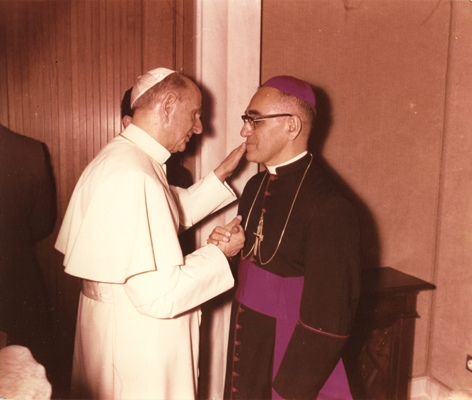
El Papa Pau VI amb l'arquebisbe Óscar Romero.

Per a Pau VI, el diàleg amb tota la humanitat és essencial nom només com a objectiu sinó com a mitjà per trobar la veritat. El diàleg segons Pau es basa en la igualtat absoluta de tots els participants. Aquesta igualtat es basa en la recerca comuna de la veritat Va dir: «Els que tenen la veritat, estan en una posició que no tenir-lo, perquè es veuen obligats a buscar-la tots els dies d'una manera més profunda i més perfecte. Els que no la tenen, però la busquen amb tot el cor, ja han trobat.»

#### Diàleg
El 1964, Pau VI va crear el Secretariat per als no cristians, més tard rebatejat com a Consell Pontifici per al Diàleg Interreligiós i un any més tard una nova Secretaria (posteriorment Consell Pontifici) per al Diàleg amb els no creients. Aquest últim va ser incorporat el 1993 pel Papa Joan Pau II al Consell pontifici per a la Cultura, que s'havia establert el 1982. El 1971, Pau VI va crear una oficina papal per al desenvolupament econòmic i l'assistència davant les catàstrofes. Per fomentar llaços comuns amb totes les persones de bona voluntat, va decretar un dia de pau anual que se celebra el primer de gener de cada any. Tractant de millorar la condició dels cristians darrere del Teló d'acer, Pau VI va mantebir un diàleg amb les autoritats comunistes en diversos nivells, rebent el ministre d'exteriors soviètic Andrei Gromiko i el President del Presídium del Soviet Suprem Nikolai Podgorny el 1966 i 1967 al Vaticà. La situació de l'Església a Hongria, Polònia i Romania, va millorar durant el seu pontificat.

### Persona Humana
Publicada per ordre seva el gener de 1976, era una homilia "Persona humana: Declaració sobre algunes qüestions d'ètica sexual", que condemnava el sexe pre o extra marital, condemnava l'homosexualitat, i prohibia la masturbació. Va provocar que el polèmic autor homosexual francès i exdiplomàtic Roger Peyrefitte, en una entrevista publicada per la revista Tempo, acusés Montini d'hipocresia, i de tenir un amant de tant de temps que era un actor de cine. D'acord amb els rumors que prevalen tant a l'interior de la cúria i en italià la societat, aquest era Paolo Carlini, que tenia un petit paper com a perruquer en la pel·lícula d'Audrey Hepburn Roman Holiday. Peyrefitte havia publicat prèviament l'acusació en dos llibres, però l'entrevista (publicada prèviament en una revista gai francesa) van representar els rumors a un públic més ampli i ha causat un gran enrenou. En un breu discurs a una multitud d'aproximadament 20.000 persones a la plaça de Sant Pere el 18 d'abril de Montini va dir que les acusacions eren "horribles i insinuacions calumnioses" i va demanar oracions en nom seu. Oracions especials per Montini es van dir en totes les esglésies catòliques italianes en "un dia de consol". El 1984 un corresponsal del New York Times va repetir les acusacions.
Les acusacions van assolir prominència de nou el 1994, quan Franco Bellegrandi, ex camarlenc d'honor del Vaticà, i corresponsal del seu periòdic L'Osservatore Romano, van al·legar que Montini havia estat sotmès a xantatge, i havia promogut companys homosexuals a posicions de poder dins del Vaticà. El 2006, el diari L'Espresso accedí als documents privats pertanyents a comandant de la policia general Giorgio Manes, que va confirmar la història de xantatge, incloent que Aldo Moro, havia demanat ajuda.

#### Viatges a l'estranger

Els països visitats pel Papa Pau VI

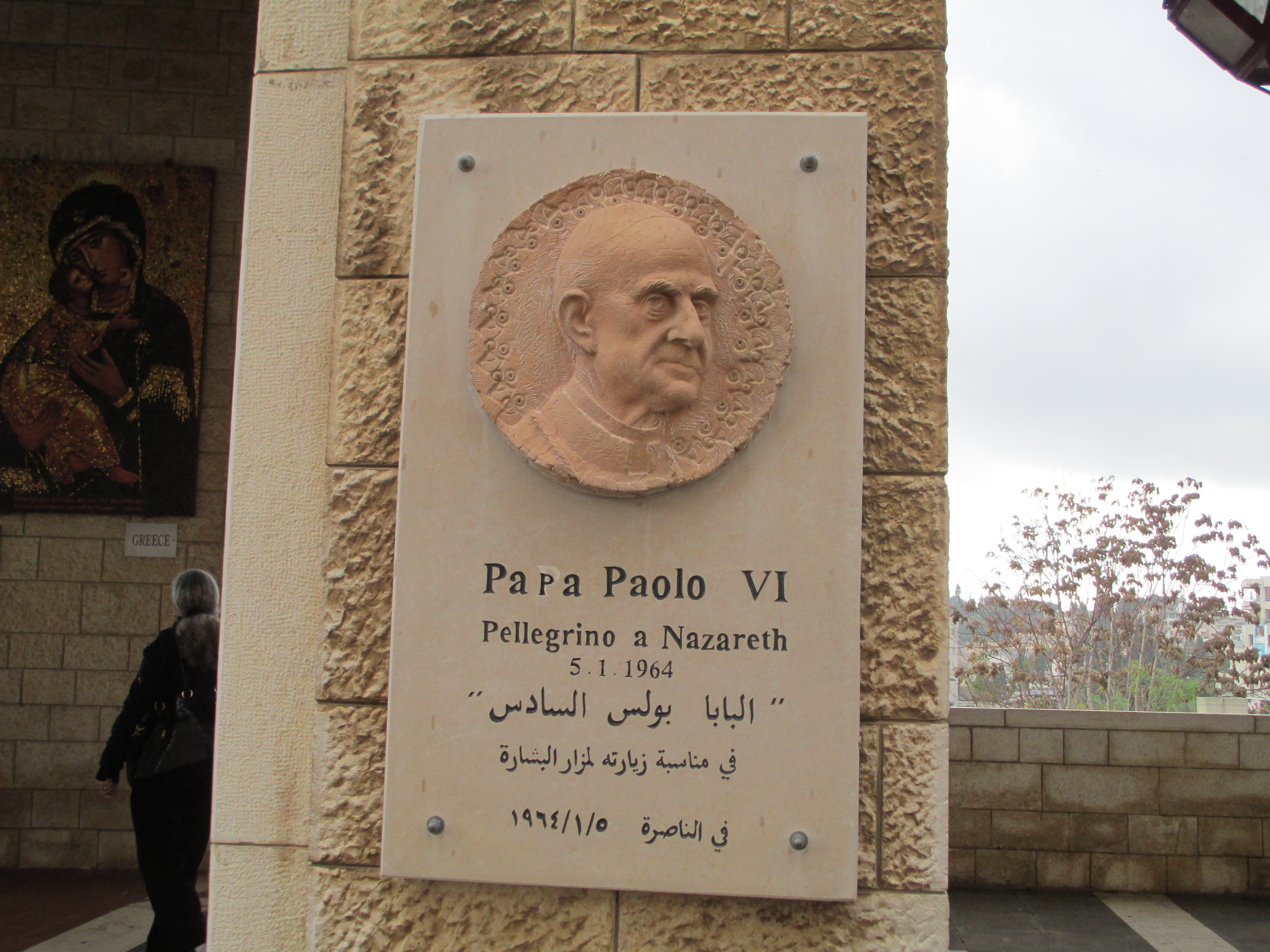
Relleu commemoratiu de la visita del Papa Pau VI a Natzaret el 5 de gener de 1964

El Papa Pau VI va esdevenir el primer Papa a visitar sis continents, i va ser el Papa més viatger de la història en aquells moments, guanyant-se el sobrenom de "el Papa pelegrí". Amb els seus viatges obrí noves vies per al papat, que van ser continuades pels seus successors Joan Pau II, Benet XVI i Francesc. Va viatjar a Terra Santa el 1964, als Congressos Eucarístics a Bombai, l'Índia i Bogotà, Colòmbia. El 1966, però, se li va negar el permís per visitar Polònia per al Mil·lenari del baptisme de Polònia. El 1967, però, cinquanta anys després de la primera aparició, va visitar Fàtima a Portugal. Va dur a terme una visita pastoral a l'Àfrica el 1969. El 27 de novembre de 1970 va ser objecte d'un intent d'assassinat a l'Aeroport Internacional de Manila a les Filipines. Va ser lleugerament apunyalat pel suposat assassí Benjamín Mendoza y Amor Flores, que va ser sotmès per guardaespatlles i organitzador personal del viatge del Papa, Msr. Paul Marcinkus.

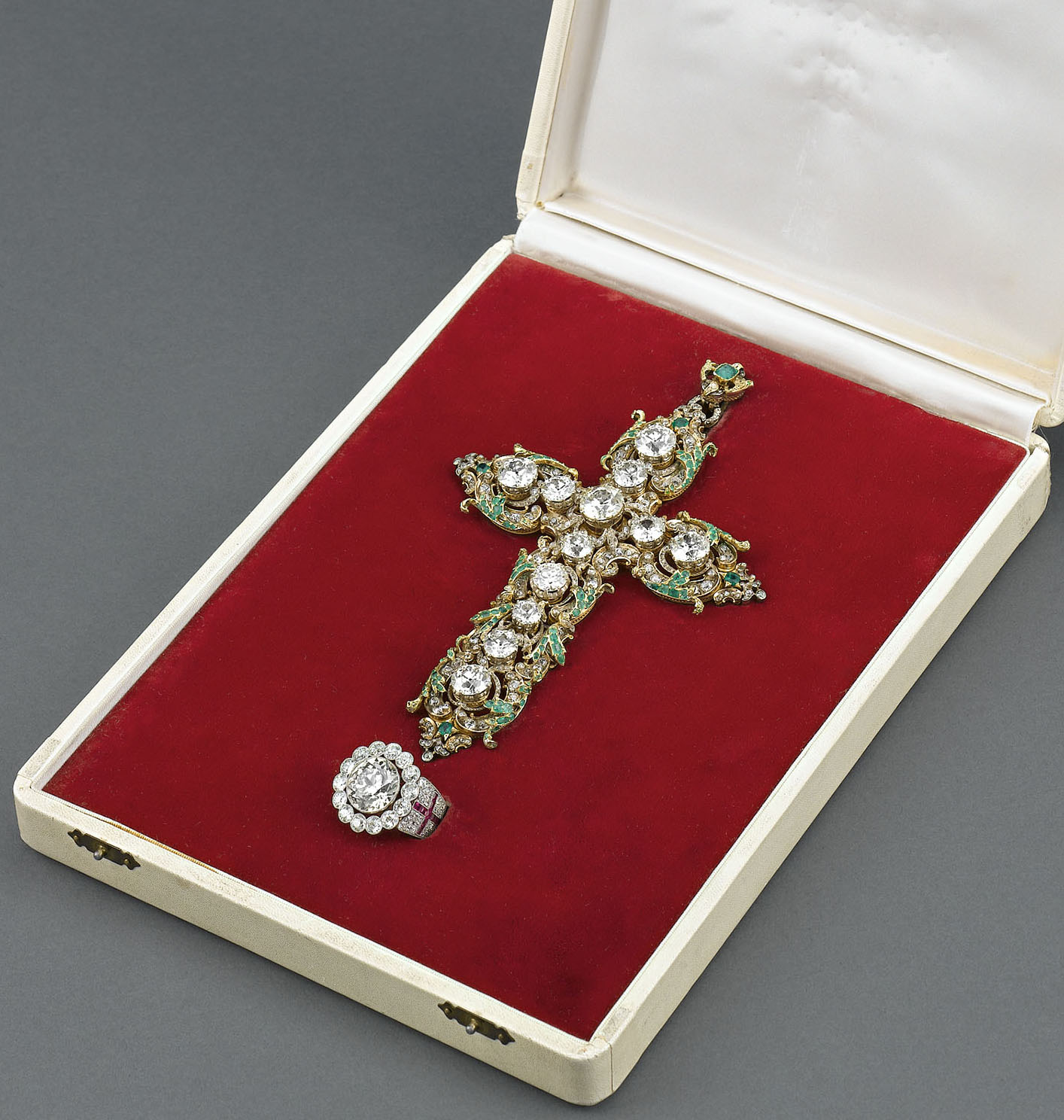
Anell i Creu de diamants del Papa Pau VI i donats a les Nacions Unides

El Papa Pau VI es va convertir en el primer pontífex regnant a visitar les Amèriques quan va viatjar a la ciutat de Nova York a l'octubre de 1965 per dirigir-se a les Nacions Unides. Com a gest de bona voluntat, el Papa va donar a les Nacions Unides dues peces de joieria papal, una creu de diamants i l'anell, amb l'esperança que el producte de la seva venda en subhasta podrien contribuir als esforços de l'ONU posar fi al sofriment humà. Durant la visita del Papa, ja que la participació nord-americana en la guerra del Vietnam es va intensificar sota el President Johnson, Pau VI es va declarar per la pau davant l'ONU:
| «         | La nostra visita molt breu ens ha donat un gran honor; la d'anunciar a tothom, des de la seu de les Nacions Unides, la Pau! Mai oblidarem aquest extraordinari hora. Tampoc podem portar-lo a una conclusió més apropiada que expressant el desig que aquesta seu central de les relacions humanes per a la pau civil del món pugui ser sempre conscient i digne d'aquest gran privilegi. | » |
| — Pau VI, | |   |

| « | No més guerra, mai més la guerra. La pau, és la pau que ha de guiar els destins de les persones i de tota la humanitat. | » |

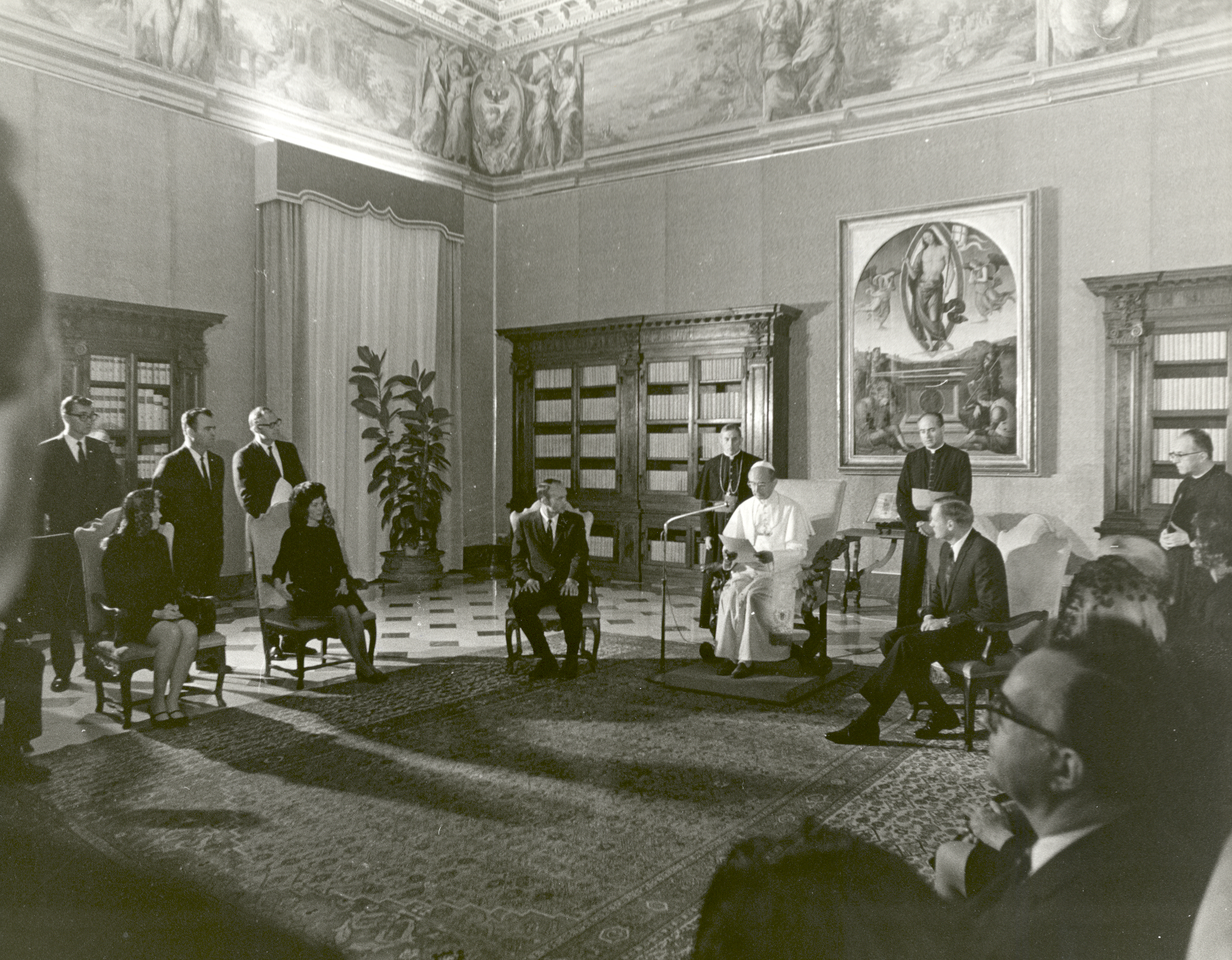
Pau VI rebent en audiència a Neil A. Armstrong, Buzz Aldrin i Michael Collins, tripulants de l'Apol·lo 11.

El Papa Pau VI va enviar un dels 73 missatges de bona voluntat a la NASA de la NASA per a l'històric primer aterratge lunar en la missió Apol·lo 11. El missatge encara descansa sobre la superfície lunar en l'actualitat. Té el Salm 8 i el Papa va escriure: «A la glòria del nom de Déu, que dona tant poder als homes, que ardentment preguem per aquest meravellós començament.»

#### Nova diplomàcia
Igual que el seu predecessor Pius XII, Pau VI va posar molt d'èmfasi en el diàleg amb totes les nacions del món a través de l'establiment de relacions diplomàtiques. El nombre d'ambaixades estrangeres acreditades davant el Vaticà es va duplicar durant el seu pontificat. Això va ser un reflex d'una nova entesa entre l'Església i l'Estat, que havia estat formulada per primera vegada per Pius XI i Pius XII, però decretat pel Vaticà II. La constitució pastoral Gaudium et spes declara que l'Església Catòlica no està lligada a cap forma de govern i disposats a cooperar amb totes les formes. L'Església va mantenir el seu dret de seleccionar bisbes pel seu compte sense cap interferència per part de l'Estat.

### Teologia

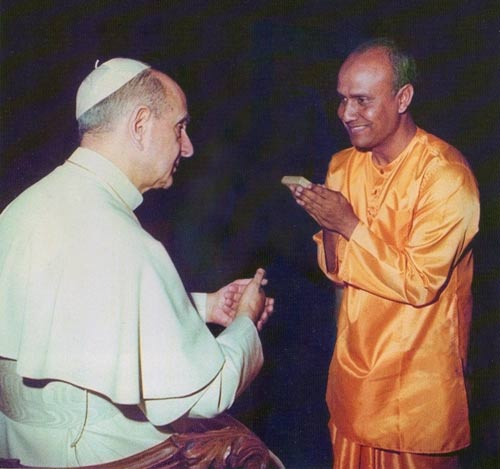
Pau VI amb Sri Chinmoy.

#### Mariologia
El Papa Pau VI va fer grans contribucions a la Mariologia (ensenyament teològic i devocions) durant el seu pontificat. Va tractar de presentar els ensenyaments marians de l'Església en vista de la seva nova orientació ecumènica. En la seva encíclica inaugural Ecclesiam suam, el Papa va anomenar a Maria l'ideal de la perfecció cristiana. Es refereix a "la devoció a la Mare de Déu com de summa importància en la vida de viure l'Evangeli."

#### Encícliques
Pau VI no tenia el carisma personal de Joan XXIII i a diferència d'ell no va ser tan progressista, més pragmàtic i en alguns aspectes, molt conservador. Les seves encícliques com Populorum Progressio o Humanae Vitae, mostren la tendència que segueix l'Església fins als nostres dies, progressista en temàtica social, però conservadora en temes sexuals. Tot i intentar conciliar liberals i conservadors, durant el seu pontificat hi va haver el cisma de Lefebvre, bisbe francès partidari de la missa en llatí i de les doctrines anteriors al concili.
Mense maio
L'encíclica Mense maio (del 29 d'abril de 1965) es va centrar en la Mare de Déu, a la qual tradicionalment el mes de maig està dedicat com la Mare de Déu. Pau VI escriu que és raonable considerar Maria com el camí pel qual la gent és portada a Crist. Per tant, la persona que es troba amb Maria no pot deixar de trobar Crist.
Ecclesiam suam
Ecclesiam suam va ser presentada a Sant Pere, Roma, per la Festa de la Transfiguració, el 6 d'agost de 1964, en el segon any del seu pontificat. Es considera un document important, la identificació de l'Església Catòlica amb el Cos de Crist. Un document posterior del Concili Lumen Gentium afirma que l'Església subsisteix en el Cos de Crist, que planteja interrogants pel que fa a la diferència entre "és" i "subsisteix en". Pau VI va fer una crida a "tots els homes de bona voluntat" i va discutir diàlegs necessaris dins de l'Església i entre les Esglésies i amb l'ateisme.
Mysterium fidei
El 3 de setembre de 1965, Pau VI va publicar Mysterium fidei, sobre el misteri de la fe. S'oposava a les idees relativistes que haguessin donat a l'Eucaristia un caràcter simbòlic. L'Església, d'acord amb Pau VI, no té cap raó per abandonar el dipòsit de la fe en un assumpte tan vital.
Sacerdotalis caelibatus
Sacerdotalis caelibatus (del llatí "Del celibat sacerdotal"), promulgada el 24 de juny de 1967, defensa la tradició de l'Església Catòlica del celibat sacerdotal a l'Oest. Aquesta encíclica va ser escrita en el deixant del Vaticà II, quan l'Església Catòlica estava qüestionant i revisar moltes pràctiques de llarga data. El celibat sacerdotal és considerat una disciplina en lloc de dogma, i alguns havien esperat que es podria relaxar. En resposta a aquestes preguntes, el Papa reafirmà la disciplina com una pràctica de llarga data amb especial importància en l'Església Catòlica. L'encíclica Sacerdotalis caelibatus del 24 de juny de 1967, confirma l'ensenyament tradicional de l'Església, que el celibat és un estat ideal i segueix sent obligatori per als sacerdots catòlics. El celibat simbolitza la realitat del Regne de Déu enmig de la societat moderna. El celibat sacerdotal està estretament lligat al sacerdoci sacramental. No obstant això, durant el seu pontificat Pau VI va ser considerada generós en permetre els bisbes a concedir laïcització de sacerdots que volien sortir de l'estat sacerdotal, una posició que es va invertir dràsticament amb Joan Pau II el 1980 i es cimentà amb el dret canònic el 1983 que només el Papa pot concedir en circumstàncies excepcionals la laïcització.
Populorum progressio

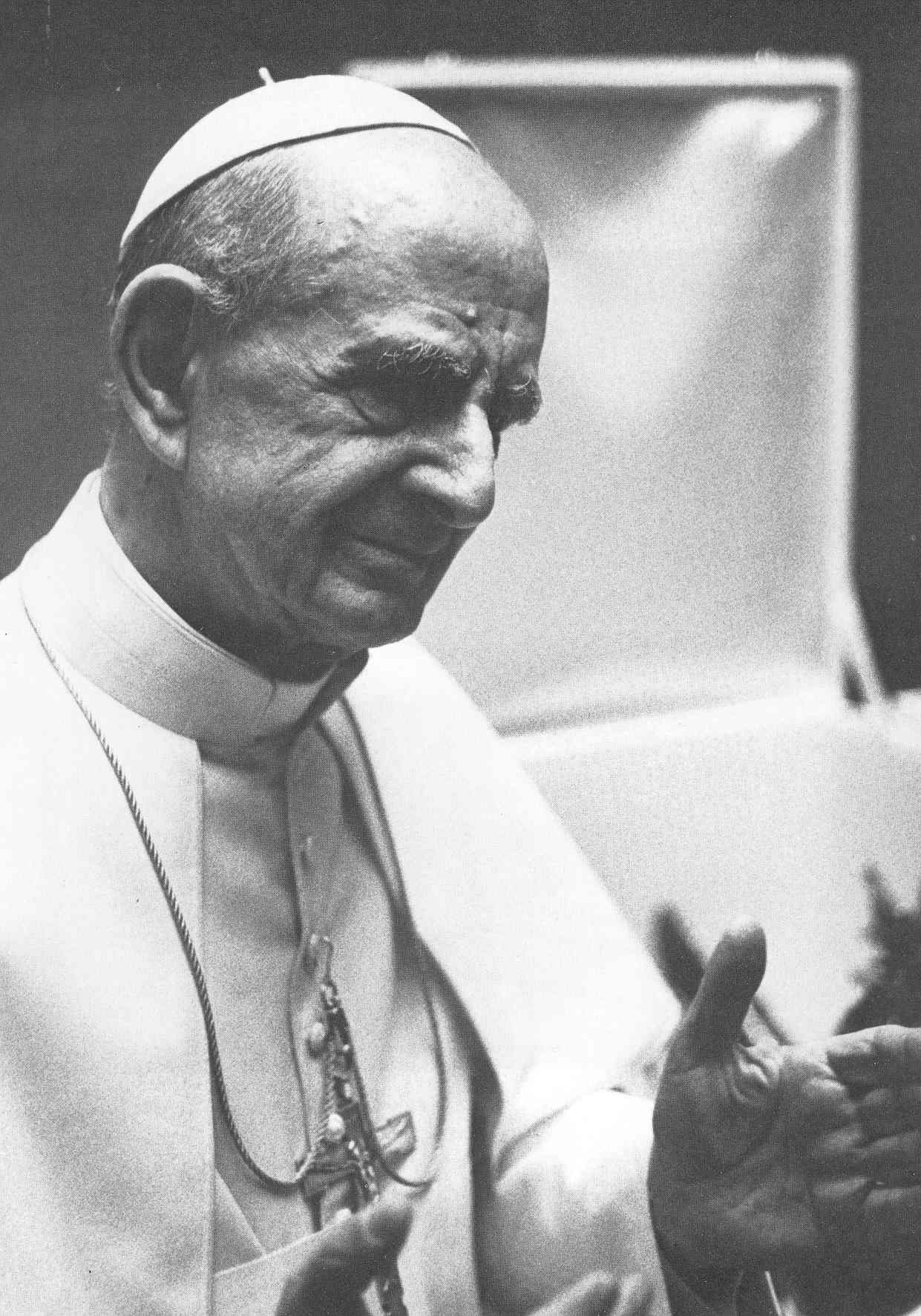
Pau VI a una audiència a l'octubre de 1977.

Populorum progressio, publicada el 26 de març de 1967, va tractar la qüestió del "desenvolupament dels pobles" i que l'economia del món hauria d'estar al servei de la humanitat i no només d'uns pocs. Toca una varietat de principis tradicionals del magisteri social catòlic: el dret a un salari just; el dret a la seguretat en l'ocupació; el dret a condicions de treball justes i raonables; el dret a afiliar-se a un sindicat i la vaga com a últim recurs; i el destí universal dels béns i mercaderies .
A més, la Populorum progressio opina que la veritable pau al món està condicionada a la justícia. Repeteix les seves demandes expressades a Bombai el 1964 per a un gran escala Organització Mundial de Desenvolupament, com una qüestió de justícia i pau internacional. Va rebutjar les nocions d'instigar la revolució i la força en el canvi de les condicions econòmiques.
Humanae vitae
De les seves vuit encícliques, la més coneguda és Humanae vitae ("De la vida humana ", subtitulada Sobre la regulació de la natalitat), publicada el 25 de juliol de 1968. En aquesta encíclica va reafirmar la visió tradicional de l'Església Catòlica sobre el matrimoni i les relacions maritals i fa una condemna continuada del control de la natalitat artificial. Havia dues comissions papals i nombrosos experts independents que buscaren en els últims avenços de la ciència i la medicina sobre la qüestió del control artificial de la natalitat, que el Papa va observar en la seva encíclica Els punts de vista expressats per Pau VI reflecteixen els ensenyaments dels seus predecessors, especialment Pius XI, Pius XII i Joan XXIII i mai ha canviat, com ell els va dir en repetides ocasions en els primers anys del seu pontificat.
Per al Papa com a tots els seus predecessors, les relacions maritals són molt més que una unió de dues persones. Constitueixen una unió de la parella que s'estima amb un Déu d'Amor, en què les dues persones creen una nova persona materialment, mentre que Déu completa la creació mitjançant l'addició de l'ànima. Per aquesta raó, Pau VI ensenya a la primera frase de la Humanae vitae que la transmissió de la vida humana és un paper més seriós en què les persones casades col·laboren lliure i responsablement amb Déu el Creador. Aquesta associació divina, segons Pau VI, no permet que les decisions humanes arbitràries, que poden limitar la providència divina. El Papa no pinta un quadre excessivament romàntic del matrimoni: les relacions matrimonials són una font de gran alegria, però també de dificultats i penúries. La qüestió de la procreació humana és superior a la vista de disciplines específiques Pau VI, com ara la biologia, la psicologia, la demografia o la sociologia. La raó d'això, d'acord amb Pau VI, és que l'amor conjugal té el seu origen en Déu, que "és amor". A partir d'aquesta dignitat bàsica, defineix la seva posició:
| « | L'amor és total - aquesta forma singular d'amistat personal, en la qual els esposos comparteixen generosament tot, sense permetre excepcions raonables i no pensar únicament en la seva pròpia conveniència. El que realment estima la seva parella li encanta no només pel que rep, però que estima la seva parella per al propi bé de la parella, per tal d'enriquir l'altre amb el do de si mateix. | » |

La reacció a les prohibicions contínues de l'encíclica del control artificial de la natalitat va ser molt variada. A Itàlia, Espanya, Portugal i Polònia, es va donar la benvinguda a l'encíclica. A Amèrica Llatina, va haver molt suport vers el Papa i la seva encíclica. Com a president del Banc Mundial, Robert McNamara, va declarar a la Reunió Anual del Fons Monetari Internacional i el Grup del Banc Mundial de 1968 que els països que permeten pràctiques anticonceptives tindrien accés preferencial als recursos, els metges a La Paz, Bolívia van cridar insultar que els diners ha de ser intercanviat per la consciència d'una nació catòlica. A Colòmbia, el cardenal arquebisbe Aníbal Muñoz Duque va declarar que, si la condicionalitat nord-americana soscava ensenyaments papals, preferim no rebre un cèntim. El Senat de Bolívia va aprovar una resolució declarant que la Humanae vitae podria ser discutida en les seves implicacions per a les consciències individuals, però era de major importància pel fet que el document papal va defensar els drets de les nacions en desenvolupament a determinar les seves pròpies polítiques de població. El diari jesuïta Sic dedicà una edició a l'encíclica amb les contribucions de suport.
Pau VI es mostrà preocupat però no sorprès per la reacció negativa a Europa Occidental i els Estats Units. Preveia que aquesta reacció seria temporal: "No tinguie por", li hauria dit a Edouard Gagnon en la vigília de l'encíclica. "D'aquí a vint anys em tindran per un profeta" La seva biografia en les notes del lloc web del Vaticà de les seves reafirmacions del celibat sacerdotal i l'ensenyament tradicional sobre l'anticoncepció que "[l]es controvèrsies sobre aquests dos pronunciaments va tendir a eclipsar els últims anys del seu pontificat". El Papa Joan Pau II més endavant va reafirmar i va ampliar la Humanae vitae amb l'encíclica Evangelium vitae.

### Ecumenisme i relacions ecumèniques
Després del Concili, Pau VI va contribuir en dues maneres al creixement continu del diàleg ecumènic. Els "germans separats", com ell els anomenava, no podien contribuir al Concili com a observadors convidats. Després que el Concili, molts d'ells van prendre la iniciativa per buscar els seus homòlegs catòlics i el Papa a Roma, va donar la benvinguda a aquestes visites. Però la mateixa Església Catòlica reconegué a partir dels molts encontres ecumènics anteriors, que queda molt per fer, sent un soci obert per a l'ecumenisme. Als que se'ls ha confiat la veritat més alta i la més profunda i per tant, pel que Pau VI, que es creu que tenia la part més difícil de comunicar. El diàleg ecumènic, en opinió de Pau VI, requereix un catòlic tota la persona: tota la pròpia raó, la voluntat i el cor. [106] Pau VI, igual que Pius XII davant ell, era reticent a cedir en un punt més baix possible. I, però, Pau es va veure obligat a admetre el seu ardent desig basat en l'Evangeli de ser tot per a tothom i ajudar a totes les persones En ser el successor de Pere, pensava que les paraules de Crist: "M'estimes més" com una ganivet afilat que el penetra fins al moll de l'os de la seva ànima. Aquestes paraules signifiquen per Pau VI amor sense límits, i que posen en relleu l'enfocament fonamental de l'Església per l'ecumenisme.

#### Ortodoxos
Pau VI va visitar els Patriarques ortodoxos de Jerusalem i Constantinoble el 1964 i 1967. Va ser el primer Papa des del segle ix per visitar el aquest, anomenant les Esglésies orientals com Esglésies germanes. També va ser el primer papa en segles per satisfer els responsables dels diferents creences orientals ortodoxes. En particular, la seva trobada amb el Patriarca ecumènic Atenàgores I el 1964 a Jerusalem, va donar lloc a la derogació de les excomunions del Gran Cisma, que va tenir lloc en 1054.
Aquest va ser un pas significatiu cap al restabliment de la comunió entre Roma i Constantinoble. Es va produir la declaració conjunta catòlic-ortodox, de 1965, que va ser llegida el 7 de desembre de 1965, de manera simultània en una sessió pública del Concili Vaticà a Roma i en una cerimònia especial a Istanbul. La declaració no va acabar el cisma, però va mostrar un desig d'una major reconciliació entre les dues esglésies. Al maig de 1973, el patriarca copte Shenouda III d'Alexandria va visitar el Vaticà, on es va reunir tres vegades amb el Papa Pau VI. Una declaració comuna i un Credo conjunt emès després de la visita proclamat la unitat en una sèrie de qüestions teològiques, tot i que també altres diferències teològiques "des de l'any 451" "no es poden ignorar", mentre que les dues tradicions funcionen a una unitat major.

#### Anglicans
Pau VI va ser el primer Papa per rebre un arquebisbe de Canterbury anglicà, Michael Ramsey, en audiència oficial com Cap de l'Església, després de l'audiència privada de l'arquebisbe Geoffrey Fisher a Joan XXIII el 2 de desembre de 1960. Ramsey es va reunir tres vegades amb Pau VI durant la seva visita i va obrir el Centre anglicà a Roma per augmentar el seu coneixement mutu. Va lloar Pau VI i les seves contribucions al servei de la unitat. Pau va respondre que «en entrar a casa nostra, esteu entrant a casa vostra, i estem feliços d'obrir-vos la porta i el cor.» Els dos líders de l'Església van signar una declaració comuna, que va posar fi a les disputes del passat i delinear una agenda comuna per al futur.
El cardenal Augustin Bea, el cap del Secretariat per a la Unitat dels Cristians, afegí al final de la visita, «Avancem en Crist. Déu ho vol. La humanitat està esperant.» No obstant una dura condemna de la Congregació de la Fe sobre els matrimonis mixtos, precisament en aquest moment de la visita, Pau VI i Ramsey va nomenar una comissió preparatòria que havia de posar l'agenda comuna en pràctica en qüestions com els matrimonis mixtos. Això va donar lloc a una declaració conjunta de Malta, el primer acord conjunt sobre el Credo des de a Reforma. Pau VI era un bon amic de l'Església Anglicana, que ha qualificat de «la nostra estimada Església germana.» Aquesta descripció va ser exclusiva de Pau i no va ser utilitzada pels papes posteriors.

#### Protestants
El 1965, Pau VI va decidir la creació d'un grup de treball conjunt amb el Consell Mundial d'Esglésies per explorar totes les possibles vies de diàleg i cooperació. En els següents tres anys, es van dur a terme vuit sessions que va donar lloc a moltes propostes conjuntes. Es va proposar treballar en estreta col·laboració en matèria de justícia social i el desenvolupament i les Qüestions del Tercer Món com ara la fam i la pobresa. A la banda religiosa, es va acordar compartir junts en la Setmana de pregària per la unitat dels cristians, que se celebraria tots els anys. El grup de treball conjunt va ser preparar textos que haurien de ser utilitzats per tots els cristians. El 19 de juliol de 1968, la reunió del Consell Mundial d'Esglésies es va celebrar a Uppsala, Suècia, que el papa Pau anomenà un signe dels temps. Va enviar la seva benedicció d'una manera ecumènica: «Que el Senyor beneeixi tot el que fas per al cas de la unitat dels cristians» El Consell Mundial d'Esglésies va decidir incloure teòlegs catòlics en els seus comitès, sempre que comptessin amb el suport del Vaticà.
Els luterans van ser la primera església protestant que oferí un diàleg amb l'Església Catòlica al setembre de 1964 a Reykjavík, Islàndia. El resultat en grups d'estudi conjunts de diverses qüestions. El diàleg amb l'Església Metodista va començar l'octubre de 1965, després que els seus representants van aplaudir oficialment els canvis notables, l'amistat i la cooperació dels últims cinc anys. Les esglésies reformades van entrar quatre anys més tard en un diàleg amb l'Església Catòlica. El president de la Federació Luterana Mundial i membre del comitè central del Consell Mundial d'Esglésies Fredrik A. Schiotz afirmà en el 450è aniversari de la Reforma, que les commemoracions anteriors van ser vistes gairebé com un triomf. La Reforma havia de ser celebrada com una acció de gràcies a Déu, la seva veritat i la seva vida renovada. Es va celebrar l'anunci del Papa Pau VI per celebrar el 1900 aniversari de la mort dels apòstols Pere i Pau, i va prometre la participació i cooperació en les festivitats.
Pau VI va donar suport a la recent descoberta harmonia i la cooperació amb els protestants en molts nivells. Quan el cardenal Augustin Bea va anar a veure'l pel permís per a una traducció catòlica-protestant conjunta de la Bíblia amb les societats protestant de la Bíblia, el Papa es va dirigir cap a ell i va exclamar, «pel que fa a la cooperació amb les societats Bíbliques, estic totalment a favor.» Es va emetre una aprovació formal de Pentecosta de 1967, la festa en la qual l'Esperit Sant va baixar sobre els cristians, superant totes les dificultats lingüístiques, segons la tradició cristiana.

### Beatificacions i canonitzacions
Pau VI va beatificar a un total de 38 individus en el seu pontificat i va canonitzar 84 sants en 21 causes. Entre les beatificacions estan Maximilià Kolbe (1971) i els Màrtirs de Corea (1968). Va canonitzar sants com Nikola Tavelić (1970) i els Màrtirs d'Uganda (1964).

### Consistoris

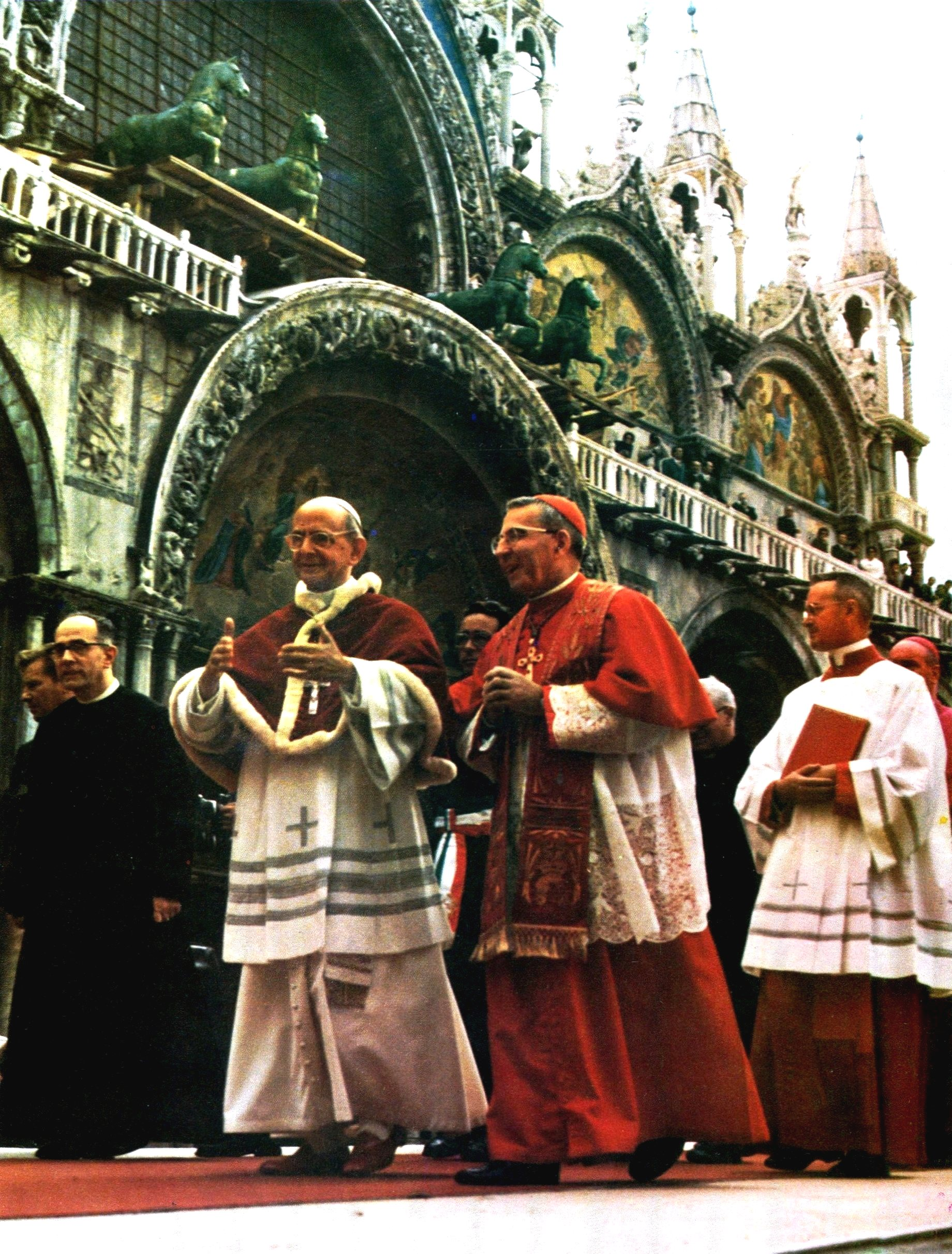
Pau VI amb Albino Luciani, qui el succeiria al soli pontifici com a Joan Pau I, a Venècia.

El Papa Pau VI va celebrar 6 consistoris, entre 1965 i 1977 que van elevar 143 homes al cardenalat en els seus quinze anys com a Papa. Es van dur a terme el 22 de febrer de 1965 (27 cardenals), el 26 de juny de 1967 (27 cardenals), el 28 d'abril de 1969, (34 cardenals), el 5 de març de 1973 (30 cardenals), el 24 d maig de 1976 (20 cardenals), i, el 27 de juny de 1977 (4 cardenals).
Els tres papes següents van ser creats cardenals per ell. El seu immediat successor, Albino Luciani, va ser creat cardenal en el consistori de 5 de març de 1973. Karol Wojtyla va ser creat cardenal en el consistori del 26 de juny de 1967. Joseph Ratzinger va ser creat cardenal en el de 27 de juny de 1977, que també va incloure a Bernardin Gantin de Benín, Àfrica. Aquest va ser l'últim dels consistoris de Pau VI abans de la seva mort a l'agost de 1978. . Se li va preguntar cap al final del seu papat si es retiraria als 80 anys, però va respondre: «Els Reis poden abdicar, els Papes no poden.»
Amb els sis consistoris, Pau VI va continuar les polítiques d'internacionalització iniciades per Pius XII el 1946 i continuades per Joan XXIII. En el seu consistori de 1976, cinc dels vint cardenals procedien d'Àfrica, un d'ells era un fill d'un cap de tribu amb cinquanta esposes. Diversos prominents llatinoamericans com Eduardo Francisco Pironio de l'Argentina; Luis Aponte Martínez de Puerto Rico i Eugênio de Araújo Sales i Aloisio Lorscheider del Brasil també van ser elevats per ell. Va haver-hi veus dins l'Església en el moment en què diuen que el període europeu de l'Església estava arribant a la seva fi, una opinió compartida pel cardenal britànic Basil Hume. Al mateix temps, els membres del Col·legi de Cardenals van perdre alguns les seves influències anteriors, després que Pau VI va decretar, que no només els cardenals, sinó també als bisbes també podien participar en els comitès de la Cúria romana. El límit d'edat de vuitanta anys imposat pel Papa, un augment numèric dels cardenals en gairebé un 100%, i una reforma de les règies vestidures dels "Prínceps de l'Església" va contribuir a una percepció orientada al servei de cardenals sota el seu pontificat. L'augment del nombre de cardenals del Tercer Món i l'èmfasi del Papa a temes relacionats, però, va ser ben rebut per molts a Europa Occidental.

## Últims mesos i la mort

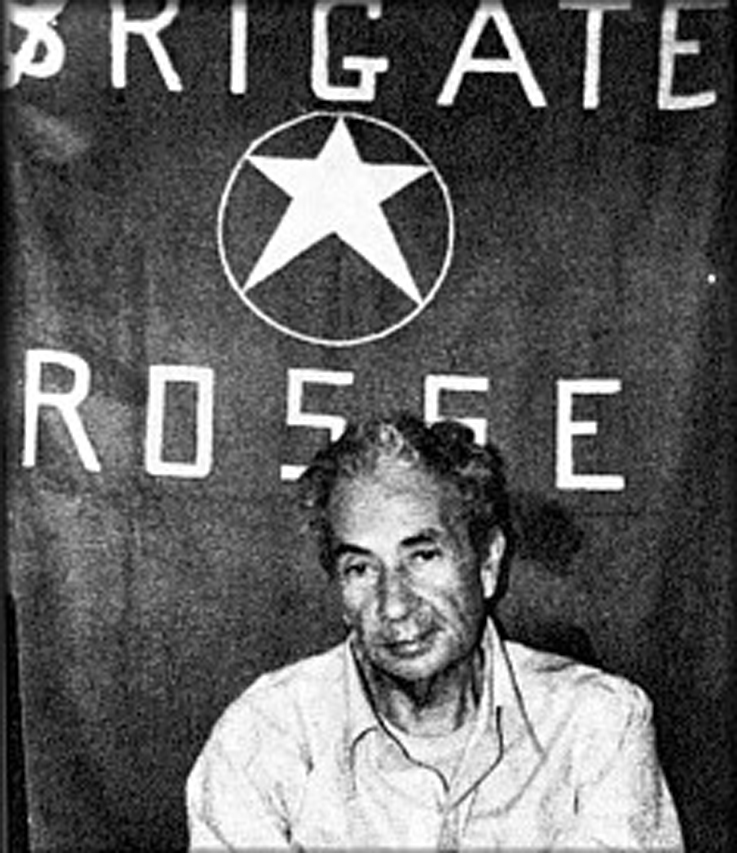
Aldo Moro, fotografiat durant el seu segrest per les Brigades Roges el 1978.

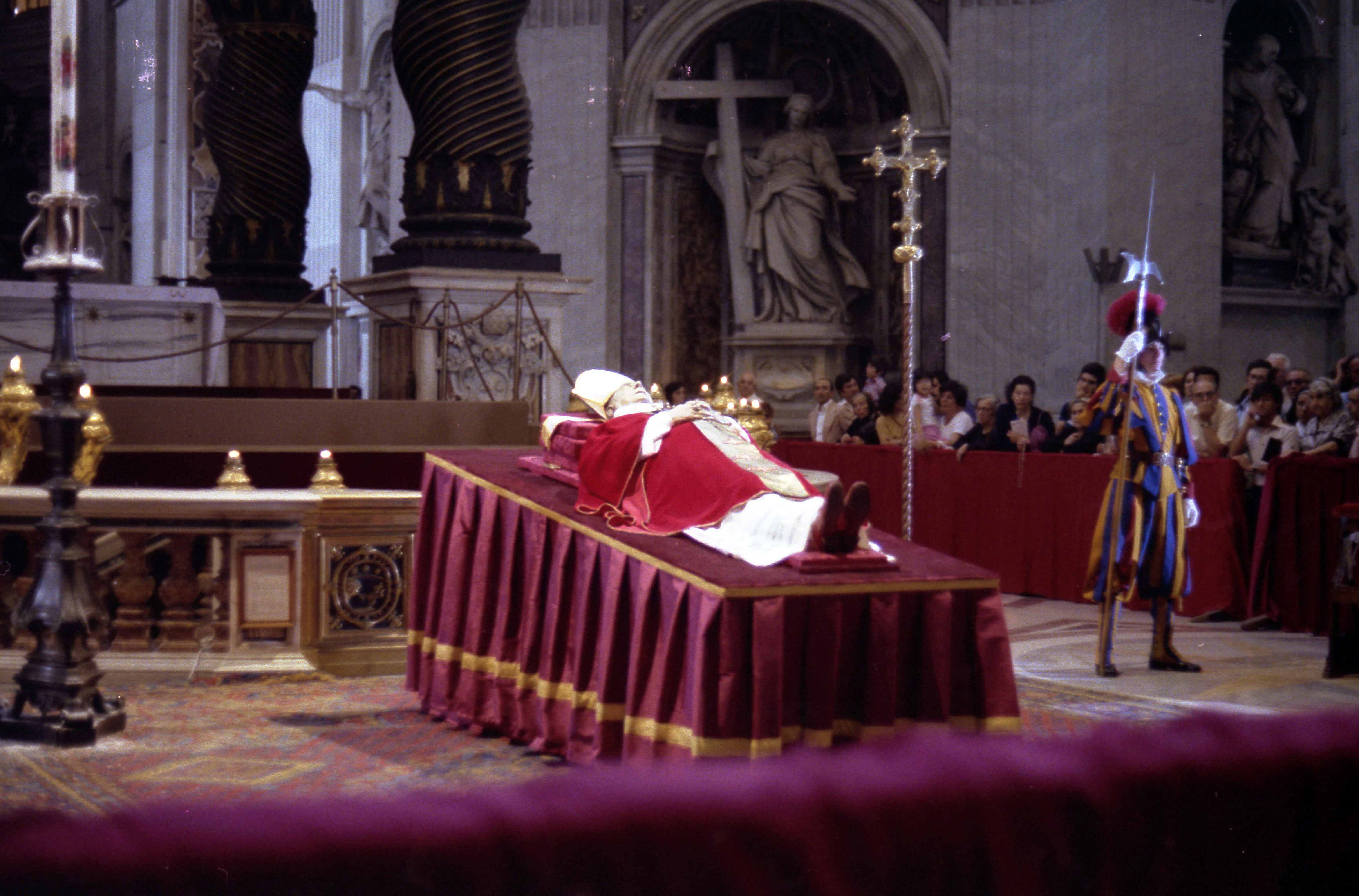
El cos de Pau VI al Vaticà, després de la seva mort

El 16 de març de 1978, el seu amic dels dies d'estudiant a la FUCI Aldo Moro, un polític democristià, va ser segrestat per les Brigades Roges, que va mantenir al món i el Papa en suspens durant 55 dies. El 20 d'abril, Moro van apel·lar directament al Papa perquè intervingués com el Papa Pius XII havia intervingut en el cas del professor Giuliano Vassalli en la mateixa situació. Pau VI, ja amb vuitanta anys, va escriure una carta a les Brigades Roges:
| « | No tinc cap mandat per parlar amb vostè, i jo no estic subjecte als seus interessos particulars en la seva relació. Però l'estimo com un membre de la gran família humana i com un amic dels dies d'estudiant i per un títol molt especial com un germà en la fe i com un fill de l'Església de Crist. Faig una crida que, per descomptat, no ignorareu. De genolls et demano, allibereu Aldo Moro, simplement i sense condicions, no tant per la meva humil i ben intencionada intercessió, sinó a causa que comparteix amb vostè la comú dignitat d'un germà a la humanitat. Homes de les Brigades Roges, deixeu-me, intèrpret de les veus de molts dels nostres conciutadans, amb l'esperança que en el seu cor triomfaran els. sentiments de la humanitat. En l'oració i sempre estimant-vos espero prova d'això. | » |

Alguns al govern italià va acusar el Papa de tractament de les Brigades Roges massa bé. No obstant això, va continuar buscant formes de pagar rescat per Moro - però va ser en va. El 9 de maig, el cos cosit a trets d'Aldo Moro va ser trobat en un cotxe a Roma. El Papa Pau VI tard va celebrar la seva missa de funeral d'Estat.

### Dies finals
El Papa Pau VI abandonà el Vaticà per anar a la residència pontifícia de Castelgandolfo, el 14 de juliol 1978, visitant en el camí la tomba del cardenal Giuseppe Pizzardo, que l'havia introduït al Vaticà mig segle abans. Tot i que estava malalt, va accedir a veure el nou president italià Sandro Pertini durant més de dues hores.
A la nit va mirar un western a la televisió, només és feliç quan va veure «cavalls, els més bells animals que Déu havia creat.» Tenia problemes respiratoris i necessitava oxigen necessari. Diumenge, a la Festa de la Transfiguració, que estava cansat, però va voler dir l'Àngelus. No podia fer-ho i no se li va permetre fer-ho; i es va quedar al llit, amb la seva temperatura augmentant.

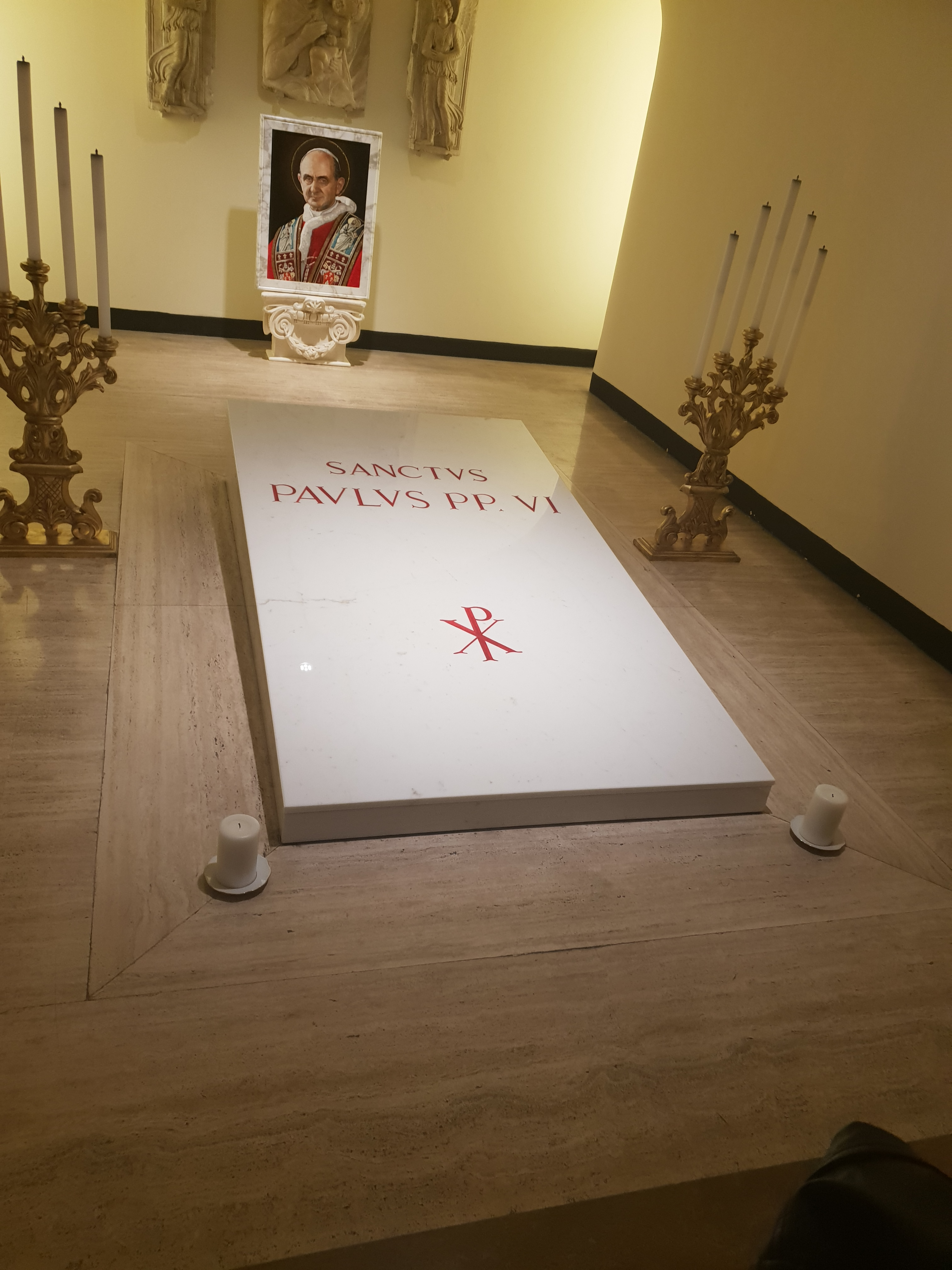
Tomba de Pau VI.

### Mort
Des del llit va participar en la missa del diumenge a les 18:00. Després de la comunió, el Papa va patir un atac de cor, després del qual va continuar vivint durant tres hores. El 6 d'agost de 1978, a les 21:41, Pau VI va morir a Castel Gandolfo. D'acord amb la seva voluntat, va ser enterrat en les grutes del Vaticà, no pas en una tomba adornada, sinó en una tomba a terra. Està enterrat sota el terra de la basílica de Sant Pere amb altres papes. Al seu testament, va demanar ser enterrat a la "veritable terra" i, per tant, no té un sarcòfag ornamentat sinó una tomba en terra.
Segons algunes fonts, com que Pau VI estava cada vegada més malalt, es va parlar de la possibilitat d'abdicar el tron papal i entrar a la jubilació, a condició que no podia complir amb els deures del papat en el més ampli. La seva posició reflecteix les declaracions atribuïdes a Pius XI. «Un Papa pot patir però ha de ser capaç de funcionar» i per Pius XII. Pau, reflexionant sobre Hamlet, va escriure el següent en una nota privada el 1978:
| « | Quin és el meu estat d'ànim? Sóc Hamlet? O El Quixot? A l'esquerra? A la dreta? No crec que se m'hagi entès bé. Estic ple de la "gran alegria" (Superabundo Gaudio) Amb tota la nostra aflicció, sóc molt afortunat (2.Cor.2.4) . | » |

El seu confessor, el jesuïta Paolo Dezza, va dir que "aquest Papa és un home de gran alegria" i «Si Pau VI no era un sant, quan va ser elegit Papa, es va convertir en un durant el seu pontificat. Vaig poder presenciar no només amb quina energia i dedicació va treballar per Crist i l'Església, sinó també i sobretot, com va patir per Crist i l'Església. Sempre vaig admirar no només per la seva profunda renúncia interior, sinó també pel seu constant abandonament a la providència divina.»

## Beatificació

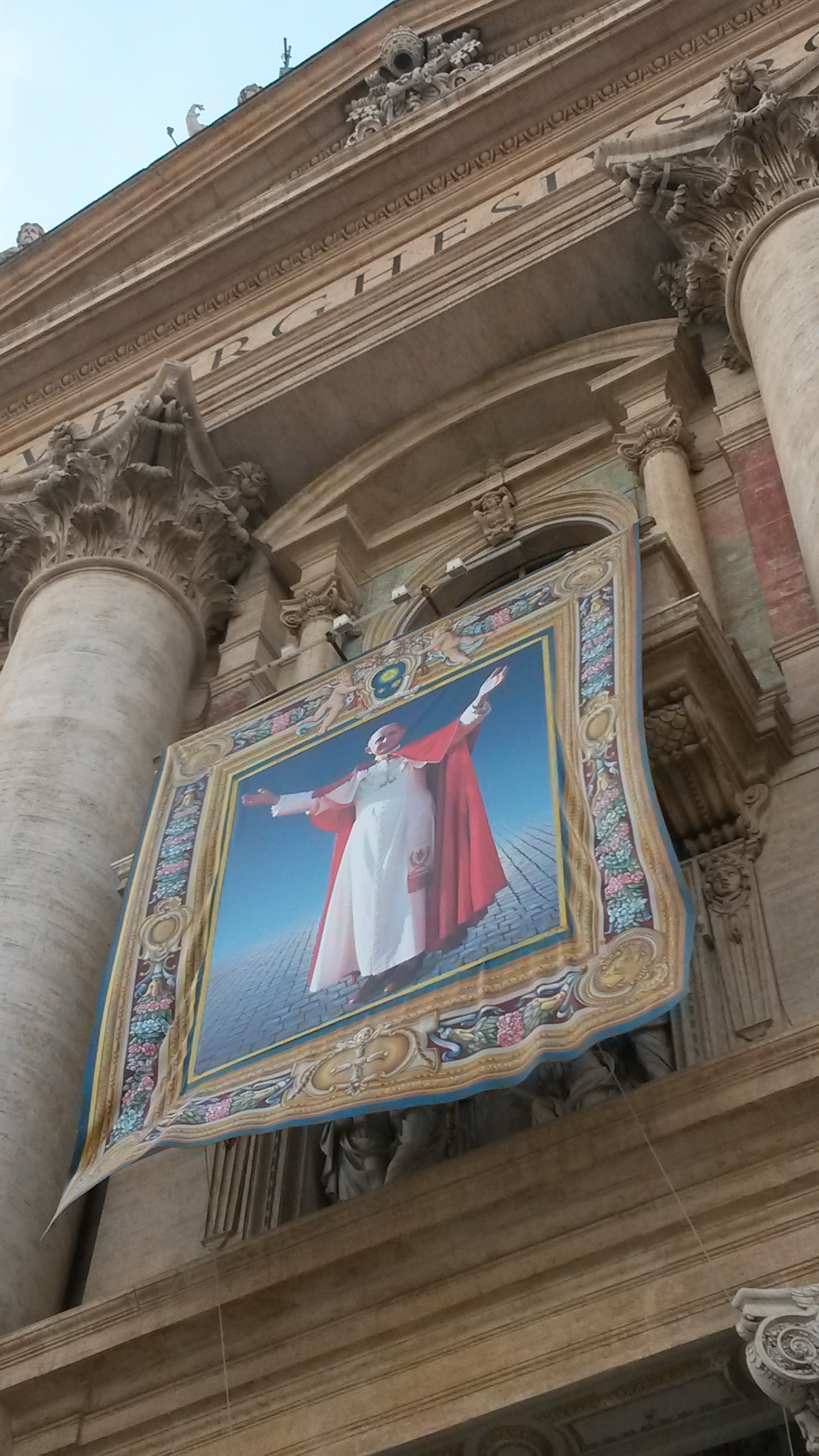
Tapís de Pau VI amb motiu de la seva beatificació el 19 d'octubre de al 2014..

El procés diocesà per a la beatificació de Pau VI va començar l'11 de maig de 1993, i se li va donar el títol de "servent de Déu". El procés diocesà va concloure la seva tasca el 1998.
El 20 de desembre de 2012, el Papa Benet XVI, en una audiència amb el cardenal prefecte de la Congregació per a les Causes dels Sants, va declarar que el Pontífex havia viscut una vida de virtut heroica, el que significa que se'l podria anomenar "Venerable". El 9 de maig de 2014 el Papa Francesc aprovà un miracle atribuït a la intercessió de Pau VI. La cerimònia de beatificació de Pau VI es va dur a terme el 19 d'octubre de 2014, el que significa que ara pot ser anomenat "Beat". La seva festa litúrgica se celebra el dia del seu naixement, el 26 de setembre en comptes del dia de la seva la mort com és habitual.
Al desembre de 2013, funcionaris del Vaticà va aprovar un suposat miracle que va ser atribuït a la intercessió del pontífex mort, que era la curació d'un nen no nascut a Califòrnia, EUA, a la dècada de 1990. S'esperava que el Papa Francesc aprovaria el miracle en un futur pròxim, per tant, el que justifica la beatificació del pontífex. Al febrer de 2014, es va informar que l'assessoria de teòlegs del Vaticà a la Congregació per a les Causes dels Sants va reconèixer el miracle atribuït al pontífex mort.
El 24 d'abril de 2014, la revista italiana Credere va informar que el difunt Papa, possiblement, podria ser beatificat el 19 d'octubre de 2014. Aquest informe de la revista indicava, a més, que diversos cardenals i bisbes es reunirien el 5 de maig per confirmar el miracle que prèviament havia estat aprovat, i després presentar-lo a Francesc perquè pogués signar el decret de beatificació poc després. La Congregació per a les Causes dels Sants va manifestar que la reunió havia estat positiva i va arribar a la conclusió que la curació va ser de fet un miracle que pogués atribuir-se a la Papa tarda.
El miracle va ser aprovat formalment el 9 de maig de 2014 pel Papa Francesc en una audiència amb Angelo Amato, prefecte de la Congregació per a les Causes dels Sants. La cerimònia de beatificació de Pau VI es va dur a terme el 19 d'octubre de 2014, el que significa que va a ser titulat com a "Beat". Es necessitarà un últim miracle per a la seva canonització.
Es va informar que el segon miracle requerit per a la seva canonització s'havia produït el gener de 2015. També es va informar que la investigació sobre el presumpte miracle està en marxa al nord d'Itàlia, on es deia que s'havia produït la curació. D'acord amb el vicepostulador Antonio Lanzoni, la canonització podria ser aprovada en un futur pròxim i permetria la canonització en algun moment de la primavera de 2016.

## Llegat i controvèrsies
El pontificat de Pau VI va continuar l'obertura i internacionalització de l'Església que havia començat sota Pius XII. Va posar en pràctica les reformes de Joan XXIII i el Vaticà II. No obstant això, a diferència d'aquests Papes, Pau VI va ser objecte de crítiques durant tot el seu papat tant des dels tradicionalistes i com dels liberals per dirigir un terme mitjà durant el Vaticà II i durant l'aplicació de les seves reformes posteriors. Van expressar el desig de pau durant la guerra del Vietnam.
En els ensenyaments bàsics de l'Església, el Papa va ser immobible. En el desè aniversari de la Humanae vitae, va tornar a confirmar aquest ensenyament. En el seu estil i metodologia, era un deixeble de Pius XII, a qui profundament reverenciava. Va sofrir pels atacs a Pius XII pel seu presumpte silenci durant l'Holocaust. Pau VI deia que havia estat menys dotats intel·lectualment que els seus predecessors: ell no va ser acreditat amb una memòria enciclopèdica, ni un do per als idiomes, ni l'estil d'escriptura brillant de Pius XII, ni tenia el carisma i l'amor, el sentit de l'humor i calidesa humana de Joan XXIII. Va assumir sobre si mateix el treball de reforma inconclusa d'aquests dos papes, amb el que ells diligentment amb gran humilitat i el sentit comú i sense gaire fanfàrria a la conclusió. D'aquesta manera, Pau VI identificava a si mateix seguint els passos de l'apòstol Pau, dient: «m'atrauen els dos costats a la vegada, perquè la Creu sempre es divideix.»

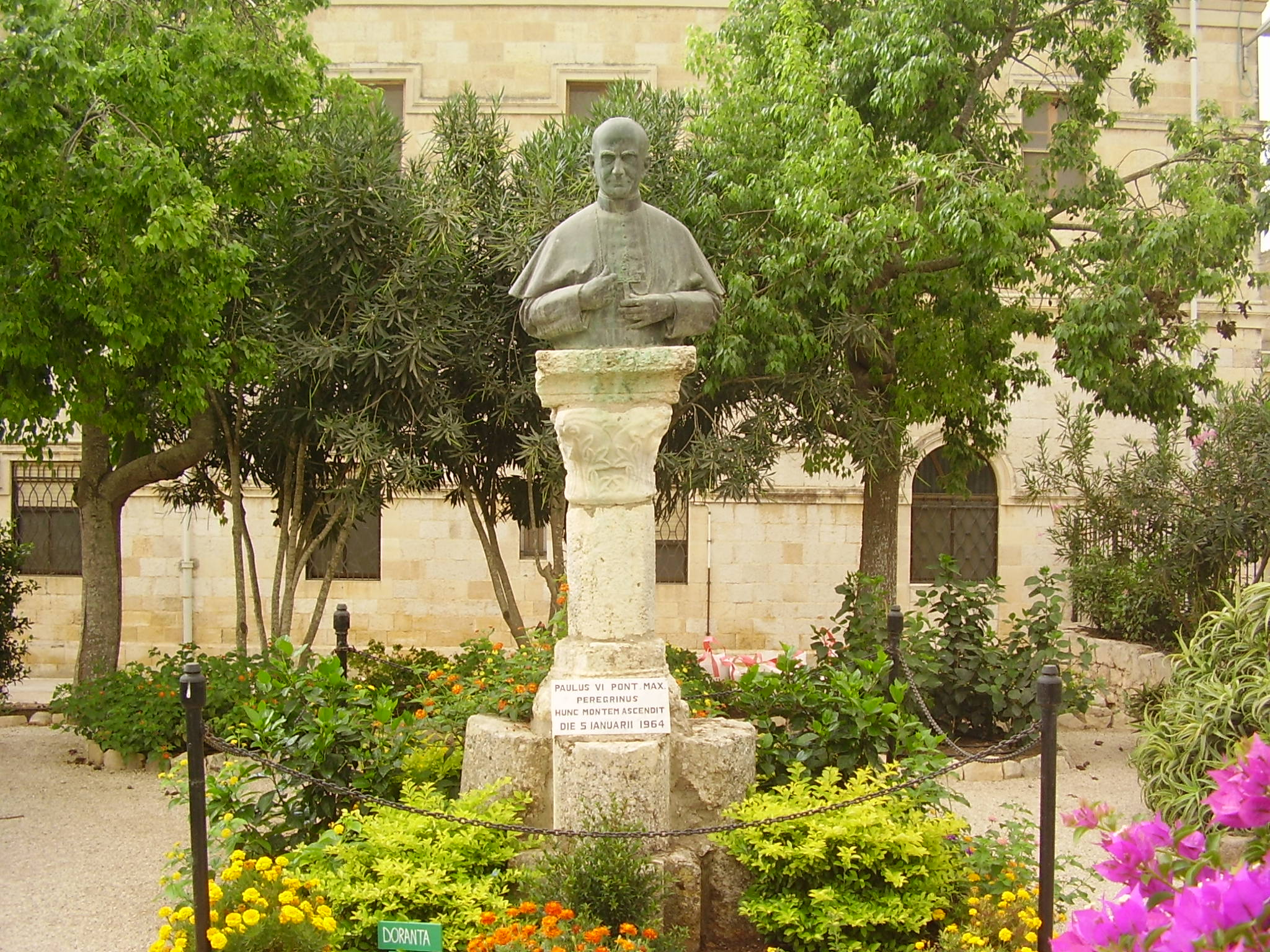
Una estàtua de Pau VI al Mont Tabor, Israel

A diferència dels seus predecessors i successors, Pau VI es va negar a excomunicar els oponents. Va amonestar però no va castigar els que tenen altres punts de vista. Les noves llibertats teològiques que va fomentar van donar lloc a una pluralitat d'opinions i incerteses entre els fidels. Les noves demandes van ser expressades, que va ser tabú durant el Concili, la reintegració dels catòlics divorciats, el caràcter sacramental de la confessió, i el paper de la dona en l'Església i els seus ministeris. Els conservadors es van queixar, que «les dones volen ser sacerdots, els sacerdots volen casar-se, els bisbes es converteixen en papes i els teòlegs regionals afirmen autoritat d'ensenyament absoluta. Els protestants reclamen la igualtat, els homosexuals i divorciades recolzen la plena acceptació.» Els canvis com ara la reorientació de la litúrgia, les alteracions en l'ordinari de la missa. Les alteracions en el calendari litúrgic al motu proprio Mysterii Paschalis, i la reubicació del tabernacle eren polèmica entre alguns catòlics.
Pau VI va fer renunciar a molts símbols tradicionals del papat i de l'Església Catòlica; alguns dels seus canvis en la vestimenta papal van ser contrarestats pel Papa Benet XVI a principis del segle XXI. Rebutjant un exèrcit del Vaticà de colorits uniformes militars dels segles, es va desfer d'ells. Es va convertir en el primer Papa a visitar els cinc continents. Pau VI va continuar de forma sistemàtica i va completar els esforços dels seus predecessors, per convertir l'Església eurocèntrica en una Església del món, mitjançant la integració dels bisbes de tots els continents en el seu govern i en els Sínodes qual va convocar. El 6 d'agost de 1967 pel motu proprio Pro Comperto Sane va obrir la Cúria Pontifícia als bisbes del món. Fins llavors, només podien ser cardenals els caps de la cúria.
Alguns van criticar la decisió de Pau VI; el Sínode dels Bisbes de nova creació només tenia una funció d'assessorament i no podia prendre decisions pel seu compte, tot i que el Concili havia decidit exactament això. Durant el pontificat de Pau VI, es van dur a terme cinc d'aquests sínodes, i va estar d'acord amb les seves decisions. Es van plantejar qüestions relacionades amb les noves Conferències Episcopals nacionals, que es van fer obligatòria després del Vaticà II. Altres van posar en dubte la seva Ostpolitik i els contactes amb el comunisme i les ofertes que va fer pels fidels.
El Papa clarament patia de les respostes dins de l'Església per Humanae vitae. Tot i que la majoria de les regions i els bisbes van donar suport al pontífex, una part petita però important d'ells, especialment als Països Baixos, Canadà i Alemanya no va estar d'acord obertament amb el Papa, la qual cosa el va ferir profundament per la resta de la seva vida. Quan Patrick O'Boyle, el cardenal arquebisbe de Washington, DC, disciplinà diversos sacerdots per dissentir públicament d'aquest ensenyament, el Papa el va animar.